# Het Gulden Cabinet
Le Het Gulden Cabinet vande Vry Schilder-Const (litt. en français : Cabinet d'or de l'art libéral de la peinture) est un ouvrage écrit par le notaire et le rederijker flamand du XVIIe siècle Cornelis de Bie et publié à Anvers en 1662. Écrit en néerlandais, c'est un recueil de biographies et de panégyriques d'artistes des XVIe et XVIIe siècles principalement des Flandres incluant des portraits gravés. L'œuvre est une importante source d'information sur ces artistes et en fut la principale pour des historiens de l'art tels qu'Arnold Houbraken et Jacob Campo Weyerman.

## Contexte et influences
Het Gulden Cabinet s'inscrit dans une longue tradition de biographies d'artistes qui remonte à Pline l'Ancien et a resurgi avec la Renaissance. En 1550, l'italien Giorgio Vasari publie son Vite, recueil de biographies d'artistes italiens de son époque. Carel van Mander est le premier auteur à introduire ce genre dans la langue néerlandaise avec son Schilder-boeck en 1604. Cornelis de Bie suit ainsi explicitement la ligne de van Mander en produisant son équivalent pour les artistes des XVIe et XVIIe siècles.

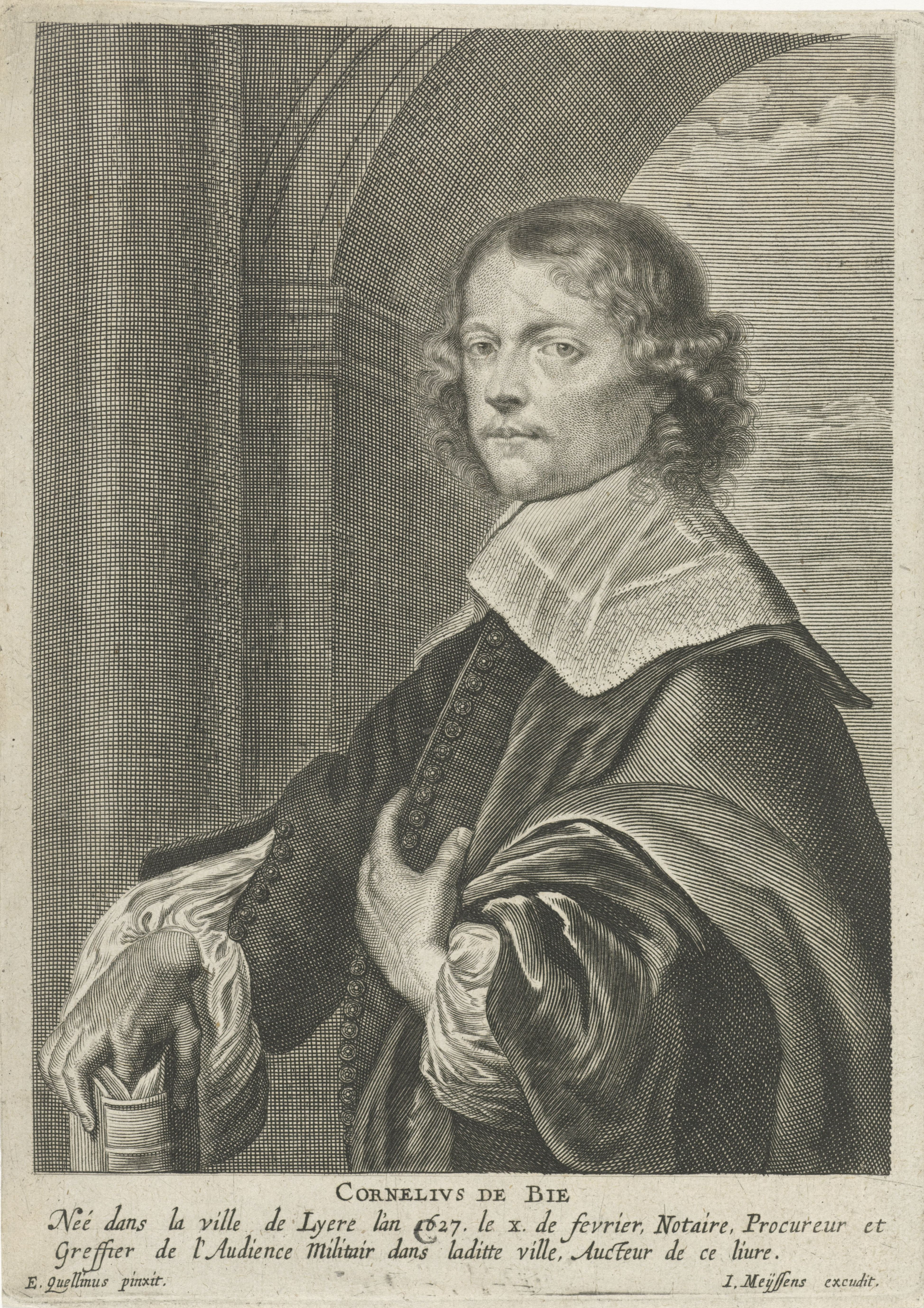
Cornelis de Bie, page 17.

Dans Het Gulden Cabinet, de Bie se présente comme un rederijker dont la tâche est de diffuser la célébrité des artistes qu'il inclut dans son ouvrage. Il suit ainsi la tradition commencée dans le Pictorum aliquot celebrium Germaniae Inferioris effigies de Dominicus Lampsonius (1572) et du peintre et rederijker Alexander van Fornenbergh (nl) qui portait aux nues le peintre Quentin Metsys dans son Antwerpschen Proteus ofte Cyclopschen Apelles.
Le concept de Het Gulden Cabinet ne vient pas de Cornelis de Bie lui-même, mais du peintre d'Anvers Joannes Meyssens. En 1649, ce dernier avait déjà publié Image de divers hommes qui contenait des portraits gravés d'hommes célèbres, dont des peintres, imitant ainsi l’Iconographia. La plupart des portraits d'artistes du Het Gulden Cabinet sont tirés d’Image de divers hommes et seulement quelques gravures sont originales.

## L'œuvre

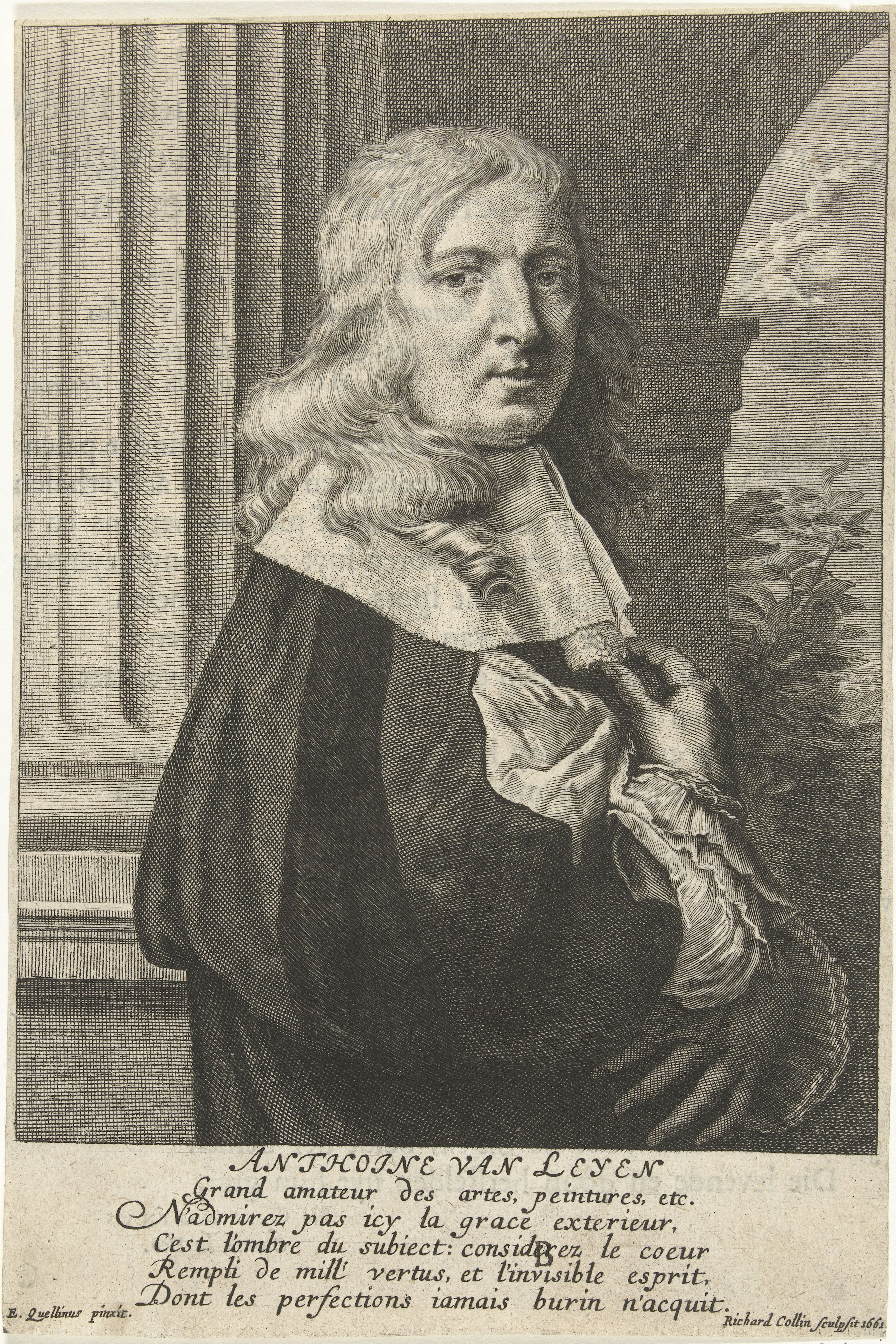
Antoon van Leyen, page 9.

Le titre complet de l'œuvre est Het gulden cabinet vande edel vry schilder const: inhoudende den lof vande vermarste schilders, architecten, beldthouwers ende plaetsnyders, van dese eeuw, qui peut se traduire ainsi : « Le Cabinet d'or de l'art libéral de la peinture : contenant la louange des peintres, architectes, sculpteurs et graveurs les plus célèbres de ce siècle ». Malgré son titre, le livre traite également des artistes du XVIe siècle. L'ouvrage est dédié au collectionneur d'art anversois Antoon van Leyen (it) qui a fourni une partie des informations contenues dans le livre et qui pourrait également en avoir financé en partie la publication,. D'autres personnes ayant fourni des informations sur les artistes contemporains qu'a inclus de Bri sont son propre père, Érasme II Quellin, Luigi Primo (en) et le fils de Hendrick ter Brugghen, Richard.
Le livre est composé de trois parties :
- La première traite des artistes étant morts avant l'époque de de Bie et repose essentiellement sur le Schilder-boeck.
- La deuxième traite des artistes contemporains à de Bie et est principalement basé sur des recherches originales de l'auteur et sur les commentaires ajoutés aux gravures empruntées d’Image de divers hommes.
- La troisième traite des artistes ayant été omis dans les deux premières parties[3]. Un traité général sur l'art de la peinture s'étend dans l'ensemble de l'œuvre[4].

Le livre est principalement écrit en vers, dont certains en latin, ce qui rend sa lecture difficile aujourd'hui. Il fait plus de 500 pages et contient des gravures de plus de 50 peintres, d'après celles de l'ouvrage de Meyssen. Bien que Het Gulden Cabinet n'a jamais eu la même popularité que le Schilder-boeck de van Mander, c'est une importante source d'informations sur les artistes flamands du XVIIe siècle et fut la principale pour des historiens de l'art tels qu'Arnold Houbraken et Jacob Campo Weyerman. La contribution la plus importante de de Bie a été de fournir une base théorique de par son appréciation des genres de la peinture alors peu valorisés tels que la nature morte, la peinture de genre, le portrait et le paysage. Il fait la louange sans retenu des artistes les ayant pratiqués.
Het Gulden Cabinet est inclus dans la « Bibliothèque de base » de la Bibliothèque numérique de la littérature néerlandaise, qui contient 1 000 ouvrages de littérature en néerlandais du Moyen Âge à nos jours, considérés par ceux qui les ont réunis comme de la plus haute importance pour la littérature de cette langue.

### Deuxième édition
De Bie semble avoir prévu une deuxième édition de son œuvre, mais elle n'a jamais été publiée. Son manuscrit existe toujours et est conservé à la bibliothèque royale de Belgique. Dans le manuscrit, daté de 1672, Cornelis de Bie mentionne son intention d'en réaliser une deuxième édition. La raison pour laquelle elle n'a pas eu lieu n'est pas claire ; cela pourrait être dû au fait que l'éditeur et promoteur de la première édition, Joannes Meyssens, est mort en 1670 et que l'auteur n'en a pu trouver d'autre.

## De sa fiabilité historique
Comme Vasari et Van Mander avant lui, les biographies de de Bie comportent d'amusantes anecdotes. Bien que de tels motifs littéraires appartiennent à une longue tradition rhétorique, plusieurs de ces histoires sont considérées comme non fiables par les historiens de l'art du XIXe siècle. Ce n'est que récemment que certaines de ces histoires ont été reconsidérées sérieusement. Du fait que ce livre est la seule source nous étant parvenue à propos de certains peintres, ces histoires sont souvent reprises comme des faits historiques avérés. Par exemple, Cornelis de Bie a établi certains apprentissages alors qu'ils sont de nos jours considérés comme improbables tant les styles du maître et de l'élève sont différents. C'est ainsi qu'il affirme que Philips Wouwerman a été formé par Frans Hals, ce qui a été considéré comme absolument impossible par des historiens de l'art postérieurs, car Wouwerman peignait des paysages avec des chevaux tandis que Hals était principalement portraitiste. Des spécialistes plus récents considèrent cependant que bien que ce soit peu probable, cette association n'est pas à exclure totalement.

## Artistes mentionnés dans la première partie
- Adam van Noort (p. 37)
- Otto van Veen (p. 39)
- Abraham Bloemaert (p. 45)
- Tobias Verhaecht (p. 47)
- Adam Elsheimer (p. 49)
- Guido Reni (p. 52)
- Pierre Paul Rubens (p. 57)
- Frans Snyders (p. 61)
- Guilliam van Nieuwelandt (p. 63)
- Abraham Janssens (p. 65)
- Antoine van Dyck (p. 75)
- Gillis Mostaert (p. 79)
- Pieter Brueghel l'Ancien (p. 89)
- Adriaen Brouwer (p. 91)
- Gerard Seghers (p. 97)
- Lodewijk de Vadder (p. 98)
- Wenceslas Cobergher (p. 101)
- Jan Antonisz van Ravesteyn (p. 102)
- Palamedes Palamedesz (p. 102)
- Michiel Jansz. van Mierevelt (p. 103)
- Cornelis Schut (p. 103)
- Jan Snellinck (p. 104)
- Cornelis de Vos (p. 104)
- Orazio Gentileschi (p. 105)
- Andries van Eertvelt (p. 105)
- Adriaen van Utrecht (p. 106)
- Willem Backereel (p. 108)
- Gillis Backereel (p. 108)
- Jan de Wael I (p. 108)
- Josse van Craesbeeck (p. 109)
- Abraham Matthijs (p. 110)
- Adam Willaerts (p. 111)
- Johann Wilhelm Baur (p. 113)
- Nicolaus Knüpfer (p. 115)
- Jan van Bijlert (p. 117)
- Jan van Balen (p. 119)
- Roelandt Savery (p. 125)
- Jan Porcellis (p. 126)
- Jan Wildens (p. 126)
- Hendrik van der Borcht l'Ancien (p. 127)
- Jacob Backer (p. 129)
- Paulus Moreelse (p. 131)
- Hendrick ter Brugghen (p. 132)
- Deodat del Monte (p. 133)
- Pieter van de Plas (en) (p. 139)
- Jacques Blanchard (p. 139)
- David Teniers l'Ancien (p. 140)
- David de Haen (p. 142)
- Vincenzo Malo (p. 143)
- François Perrier (p. 143)
- Jan van den Hoecke (p. 143)
- Augustijn Brun (p. 145)
- Johann Hulsman (p. 145)
- Friedrich Brentel (p. 145)
- Jacob van der Heyden (p. 145)
- Jan Asselyn (p. 145)
- Pieter Meulener (en) (p. 145)
- Raphaël Coxie (p. 145, fils de Michiel)
- José de Ribera (p. 145)
- Gillis Peeters I (p. 145)
- Adriaen van Nieulandt (p. 146)
- Remigius van Rheni (en) (p. 149)
- Peeter van Loon (en) (p. 149)
- Il Padovanino (p. 150)
- Lucas Franchoys le Jeune (p. 152)
- Peter Franchoys (p. 152)
- Pieter Claesz Soutman (p. 154)
- Pieter Neefs le Vieux (p. 155)
- Dirck van Baburen (p. 155)
- Jan Both (p. 156)
- Pietro Testa (p. 158)
- Christoffel Jacobsz van der Laemen (p. 159)
- David Beck (p. 160)
- Nicolaas van der Horst (en) (p. 162)
- Johann Matthias Kager (p. 162)
- Theodore Rombouts (p. 163)
- Hendrick de Clerck (p. 163)
- Antoine Sallaert (p. 163)
- Gerrit van Honthorst (p. 164)
- Thomas Willeboirts Bosschaert (p. 166)
- Denis van Alsloot (p. 168)
- Jacques Fouquières (p. 168)
- Guillaume Mahue (p. 168)
- Pieter van Laer (p. 169)
- Bonaventura Peeters (p. 171)
- Frans Wouters (p. 174)
- Hendrick Andriessen (p. 176)

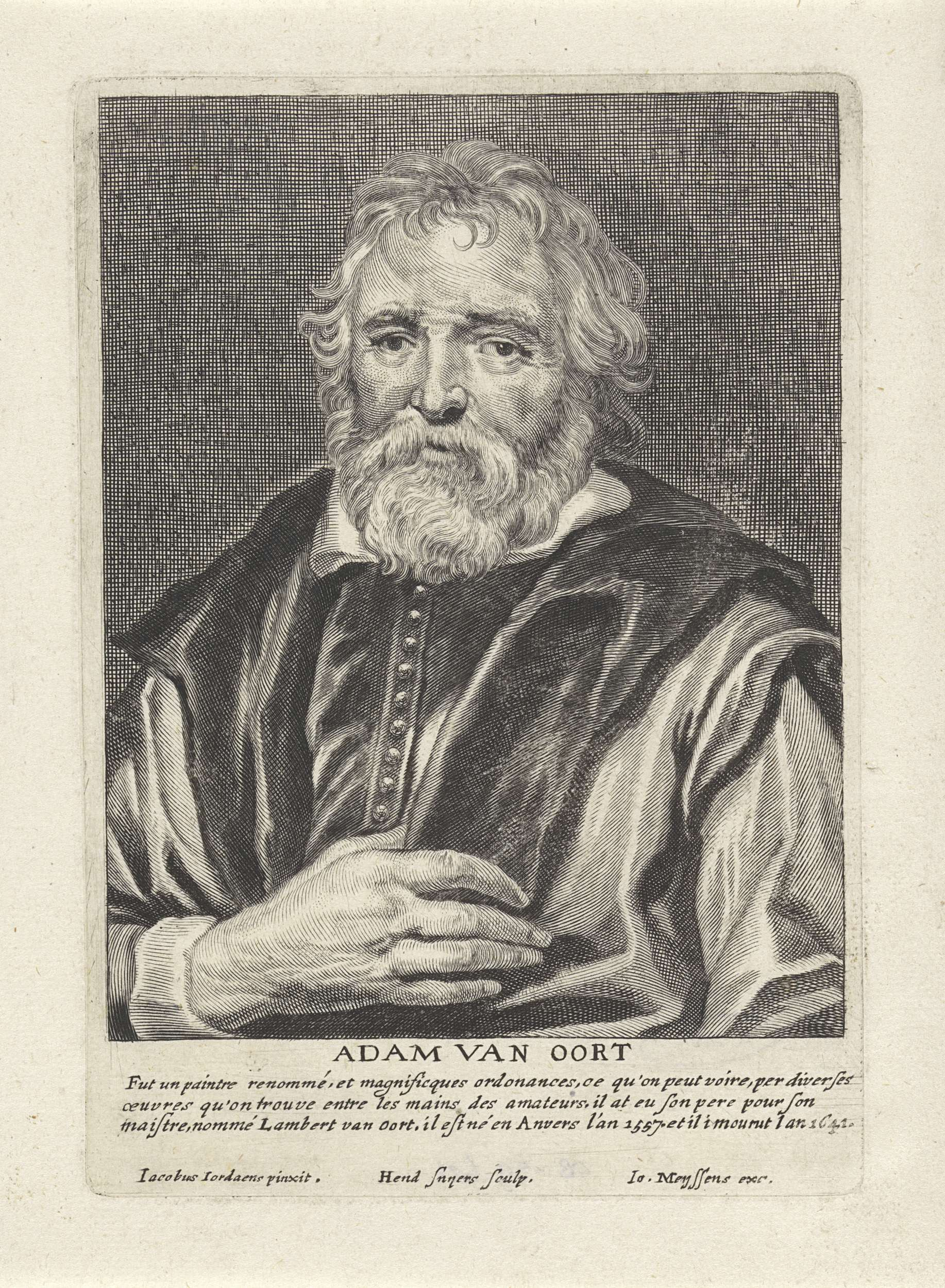
Adam van Noort, page 37
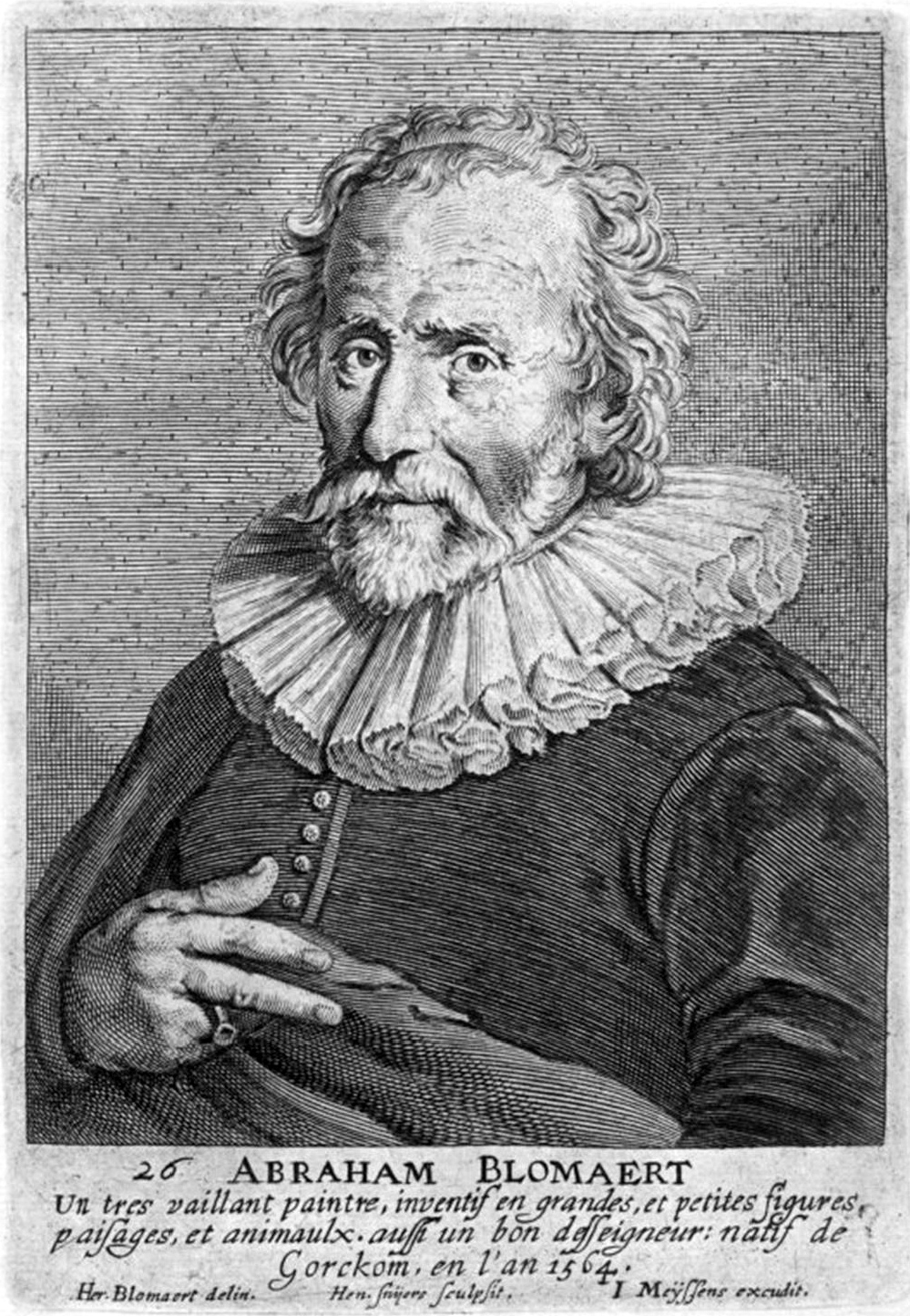
Abraham Bloemaert, page 45
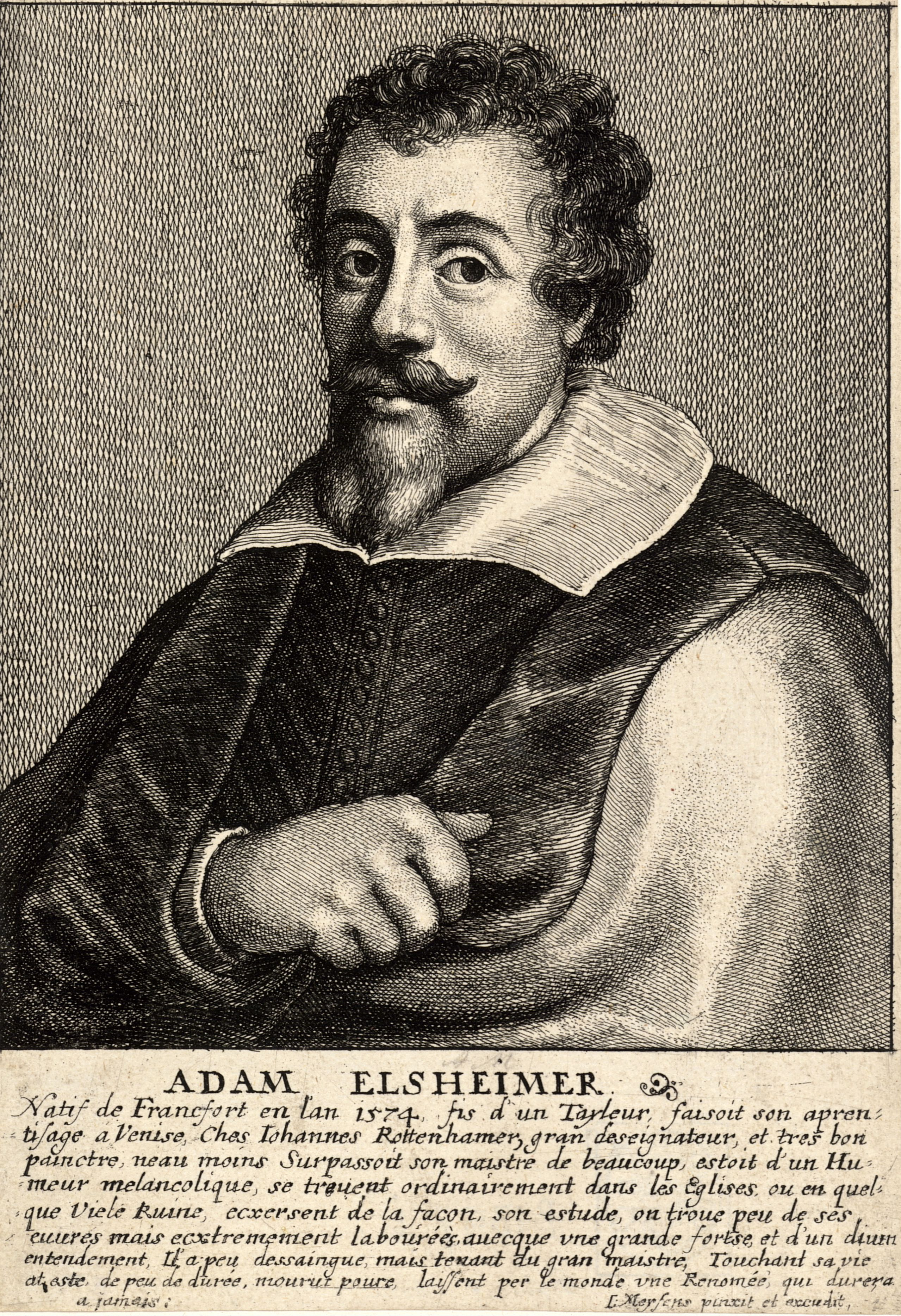
Adam Elsheimer, page 49
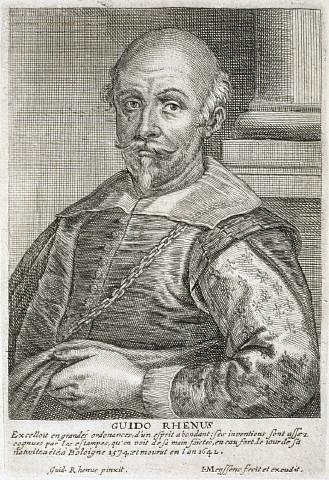
Guido Reni, page 52
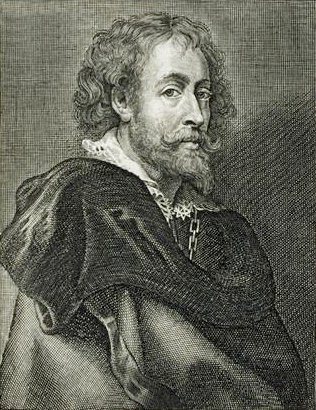
Pierre Paul Rubens, page 57
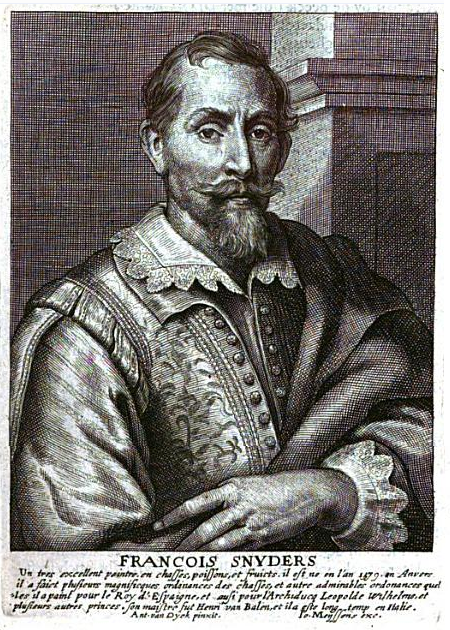
Frans Snyders, page 61
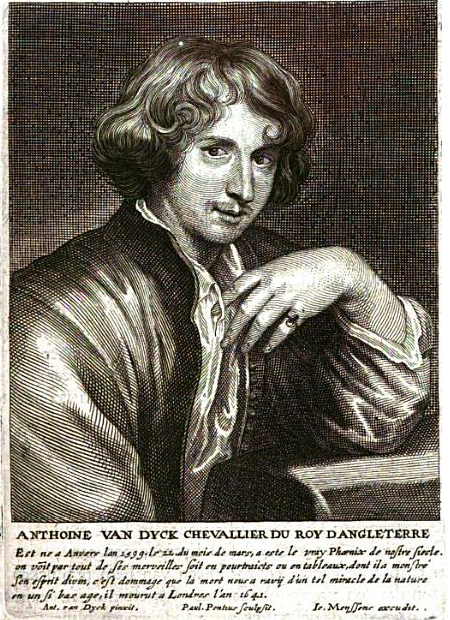
Antoine van Dyck, page 75
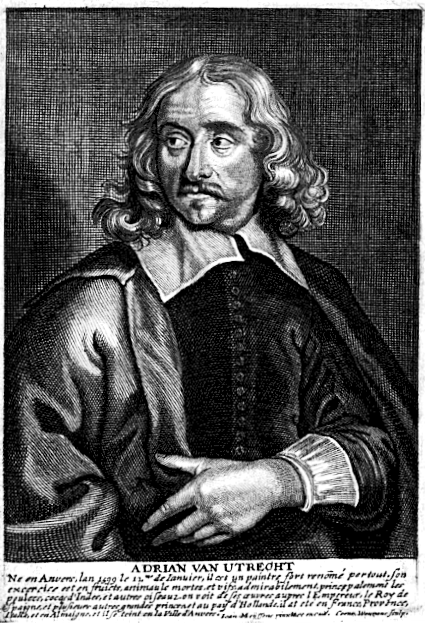
Adriaen van Utrecht, page 107
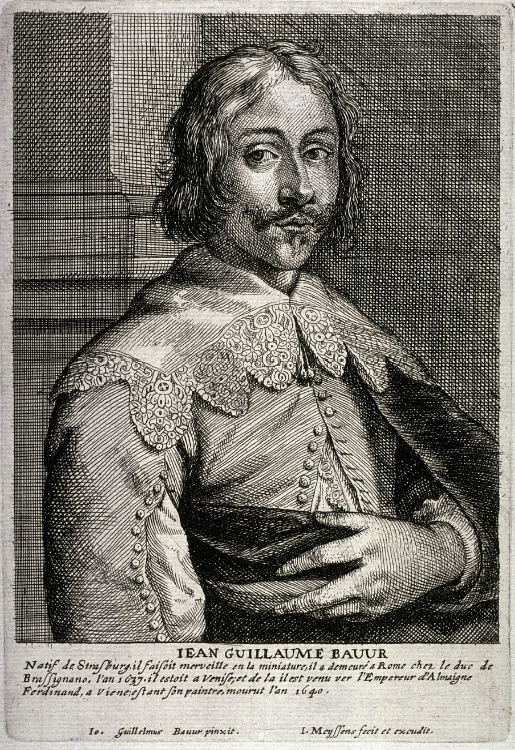
Johann Wilhelm Baur, page 113
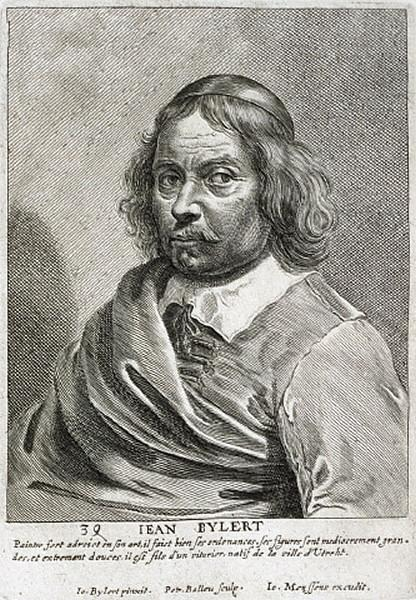
Jan van Bijlert, page 117
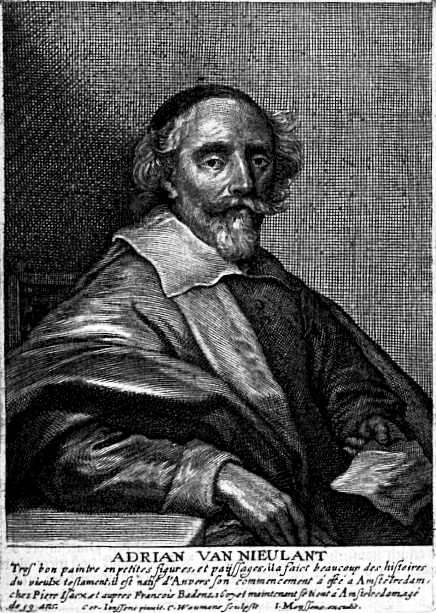
Adriaen van Nieulandt, page 147
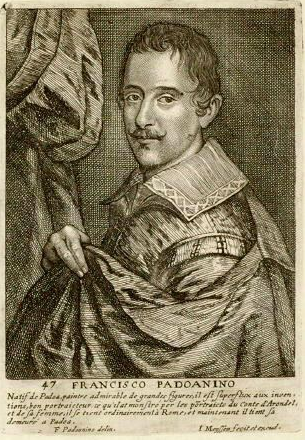
Alessandro Varotari, page 151
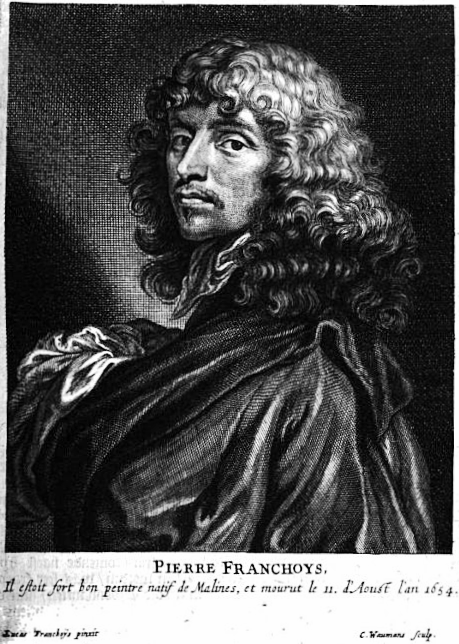
Peter Franchoys, page 153
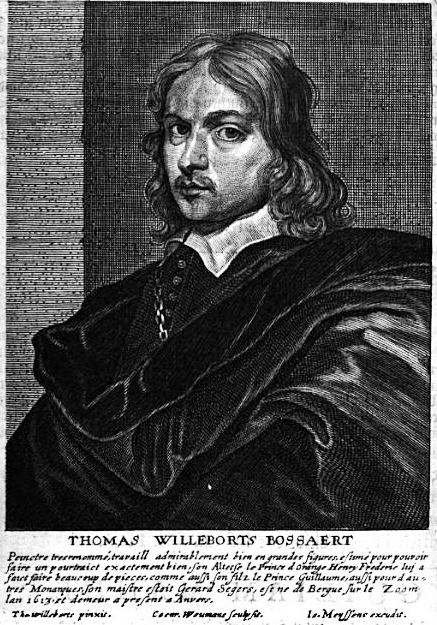
Thomas Willeboirts Bosschaert, page 167
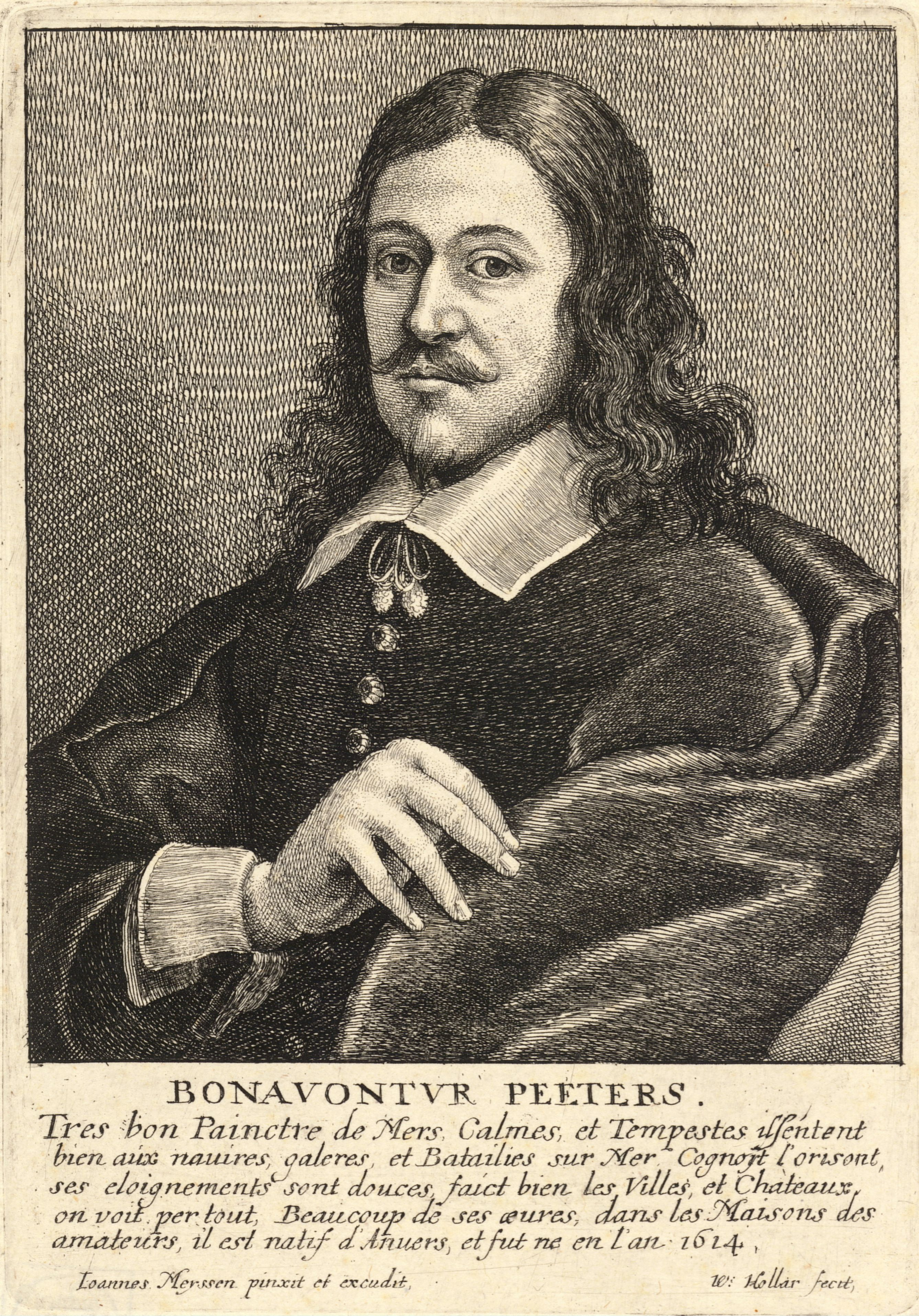
Bonaventura Peeters, page 171

## Artistes mentionnés dans la deuxième partie
- Daniel Seghers (p. 213)
- Jan Davidszoon de Heem (p. 216)
- Peeter Snayers (p. 220)
- Jacob van Es (p. 227)
- Adriaen van Stalbemt (p. 228)
- Lucas de Wael (p. 229)
- Cornelis de Wael (p. 229)
- Adriaen de Bie (p. 231)
- Adriaen Pietersz van de Venne (p. 235)
- Paul de Vos (p. 236)
- Simon de Vos (p. 237)
- Jacob Jordaens (p. 238)
- Lucas van Uden (p. 240)
- Theodoor van Thulden (p. 241)
- Giusto Sustermans (p. 242)
- Jan Lievens (p. 243)
- Simon Vouet (p. 243)
- Gaspard de Crayer (p. 244)
- Pieter Jansz Saenredam (p. 246)
- Abraham Willaerts (p. 247)
- Jan Thomas van Ieperen (p. 247)
- Balthazar Gerbier (p. 248)
- Salomon Koninck (p. 250)
- Juste d'Egmont (p. 251)
- Karel Škréta (p. 251)
- Leonard Bramer (p. 252)
- Jan Boeckhorst (p. 254)
- François Ykens (p. 255)
- Johannes Ykens (en) (p. 255)
- Pieter van der Borcht (p. 255)
- Cornelis Van Poelenburgh (p. 257)
- Adriaen van Ostade (p. 258)
- Herman Van Swanevelt (p. 259)
- Hans Haringh (p. 259)
- Érasme II Quellin (p. 260)
- Le Lorrain (p. 265)
- Jan Cossiers (p. 266)
- David Bailly (p. 271)
- Philippe de Champaigne (p. 273)
- Alexander Adriaenssen (p. 273)
- Herman Saftleven II (p. 275)
- Joachim von Sandrart (p. 276)
- Gérard Dou (p. 277)
- Jan Weenix (p. 277)
- Jan Gerritsz van Bronkhorst (p. 278)
- Govert Flinck (p. 280)
- Pierre de Cortone (p. 280)
- Dirk van Delen (p. 281)
- Francesco Noletti (p. 282)
- Bartholomeus van der Helst (p. 283)
- Le Guerchin (p. 283)
- Abraham van Diepenbeeck (p. 284)
- Giovanni Francesco Romanelli (p. 286)
- Andrea Vaccaro (p. 287)
- Nicolas Poussin (p. 287)
- Peter Danckerts de Rij (p. 288)
- Rembrandt (p. 290)
- Peeter van Aelst (p. 291)
- L'Albane (p. 291)
- Daniel van Heil (p. 292)
- Mattia Preti (p. 294)
- Mario Nuzzi (p. 295)
- Gaspard Dughet (p. 295)
- Andrea Sacchi (p. 296)
- la famille Galli da Bibiena (p. 296)
- Michelangelo Cerquozzi (p. 297)
- Cornelis Janssens van Ceulen (p. 298)
- Jacques d'Arthois (p. 300)
- Salvator Rosa (p. 303)
- Angelo Michele Colonna (p. 304)
- Giovanni Benedetto Castiglione (p. 305)
- Hoscof (p. 305)
- Pieter van Lint (p. 306)
- David Ryckaert I (p. 308)
- Monsieur Hans (p. 311)
- Bernardo Cavallino (p. 311)
- Pierre Patel (p. 311)
- Nicolaes de Helt Stockade (p. 312)
- Karel van Mander III (en) (p. 314)
- Le Dominiquin (p. 315)
- Gonzales Coques (p. 316)
- Massimo Stanzione (p. 319)
- Charles Le Brun (p. 319)
- Luigi Primo (en) (p. 320)
- Laurent de La Hyre (p. 327)
- Pieter Thijs (p. 328)
- Giovanni Lanfranco (p. 330)
- Sébastien Bourdon (p. 333)
- David Teniers II (p. 334)
- Jan Fyt (p. 339)
- Robert van den Hoecke (p. 340)
- Jan Baptist van Heil (en) (p. 342)
- Jan Philip van Thielen (p. 344)
- Maria Theresa van Thielen (p. 347)
- Anna Maria van Thielen (d) (p. 347)
- Françoise Catharina van Thielen (cy) (p. 347)
- Johannes Coeper (p. 348)
- Franciscus de Neve (en) (p. 349)
- Pieter Meert (en) (p. 350)
- Anthonius Rocka (p. 353)
- Jan Peeters I (p. 354)
- Pieter Boel (p. 362)
- Johannes van Heck (p. 365)
- Gaspar van Eyck (en) (p. 367)
- Jan Miel (p. 368)
- Cornelis de Heem (p. 369)
- Johannes de Duyts (p. 370)
- Jan Siberechts (p. 373)
- Joris van Schooten (p. 373)
- Lucas Franchoys l'Ancien (p. 374)
- Karel Dujardin (p. 377)
- Carel van Savoyen (en) (p. 378)
- Pieter van Bredael (p. 380)
- Hendrik van der Borcht II (en) (p. 382
- Peter Tentenier (p. 384)
- Gijsbert d'Hondecoeter (en) (p. 384)
- Peter Lely (p. 385)
- Cornelis van Berchom (p. 385)
- Joannes Meyssens (p. 386)
- Nicolaas van Eyck (p. 388)
- Philip Fruytiers (p. 389)
- Antoine Goubeau (p. 390)
- Peter de Witte III (en) (p. 393)
- Gaspar de Witte (p. 394)
- Joris van Son (p. 402)
- Frans van Mieris l'Ancien (p. 404)
- François Verwilt (en) (p. 405)
- Jan Baptist van Deynum (en) (p. 406)
- Jan van Kessel (p. 409)
- Gysbrecht Thys (en) (p. 412)
- Martin Ryckaert (p. 413)
- Artus Wolffort (p. 413)
- Gabriël van der Hofstadt (en) (p. 413)
- Willem de Vos (p. 413)
- Marten Pepijn (en) (p. 413)
- Hendrick Berckman (p. 414)

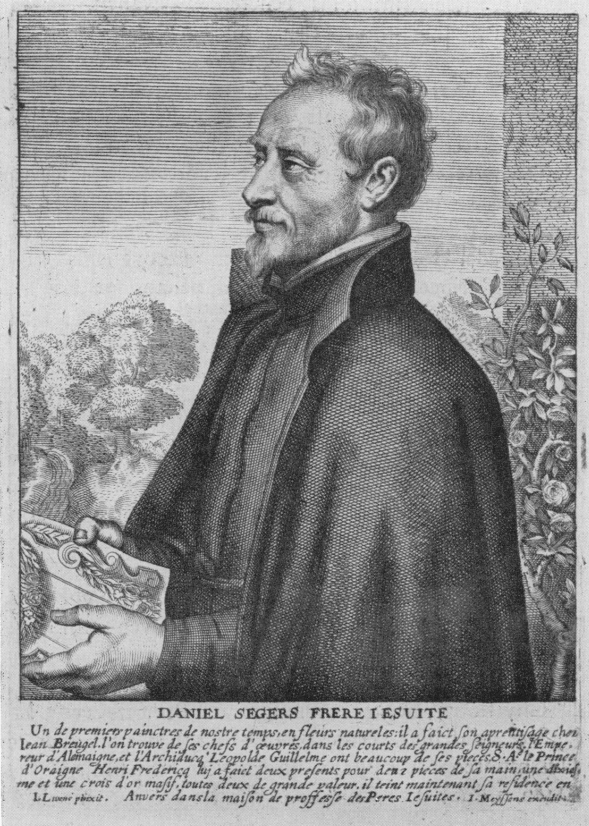
Daniel Seghers, page 213
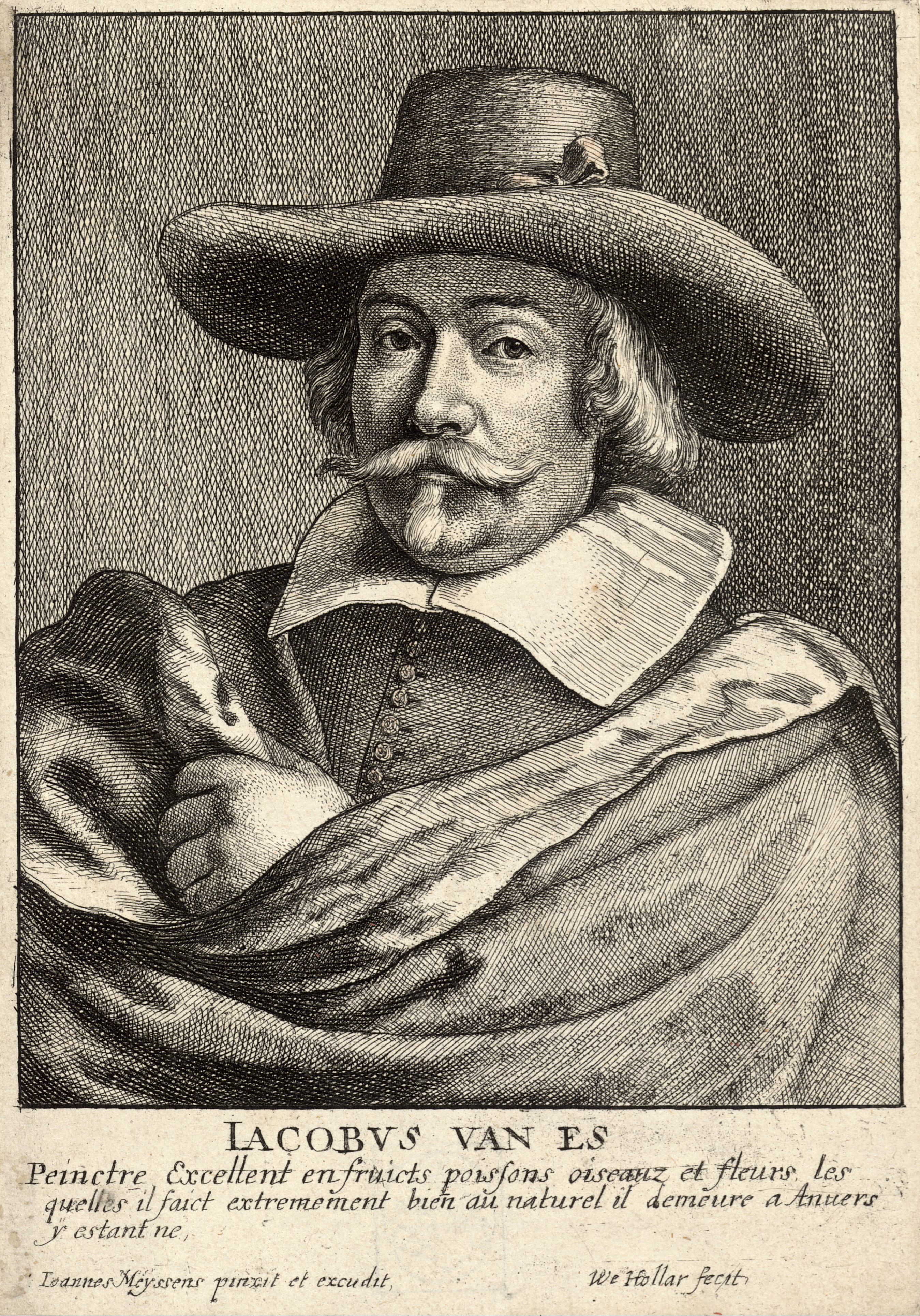
Jacob van Es, page 227
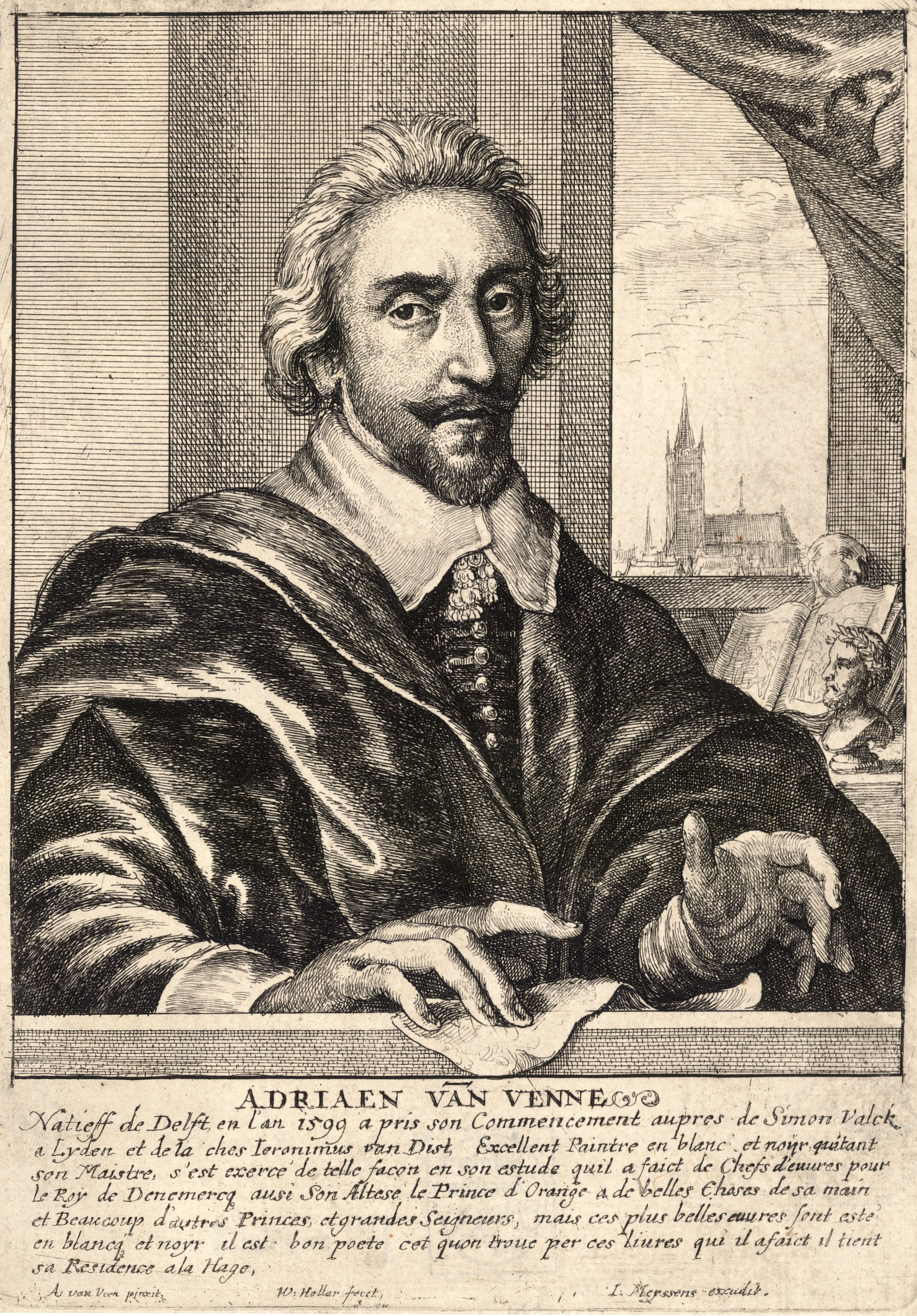
Adriaen van de Venne, page 235
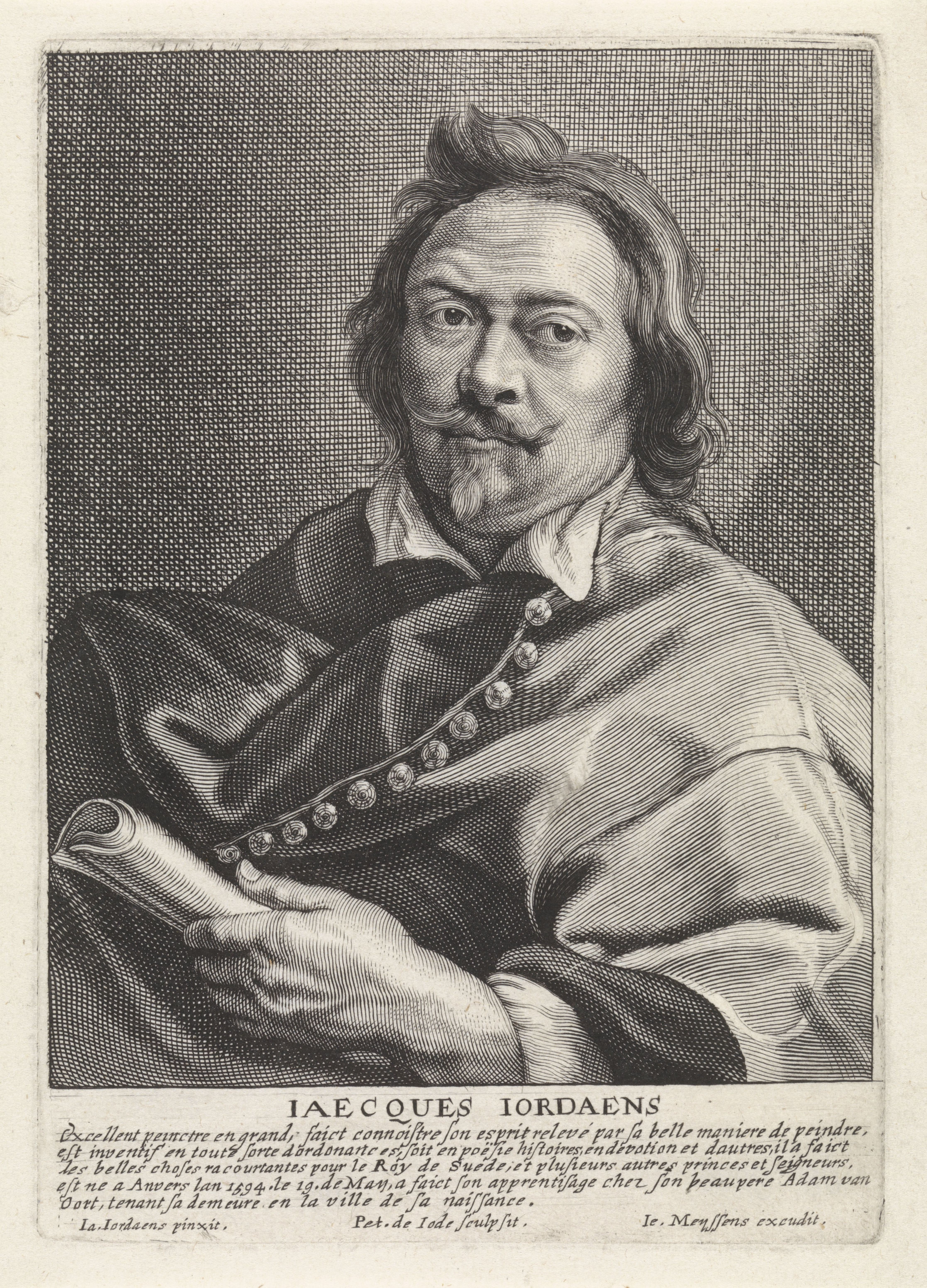
Jacob Jordaens, page 239
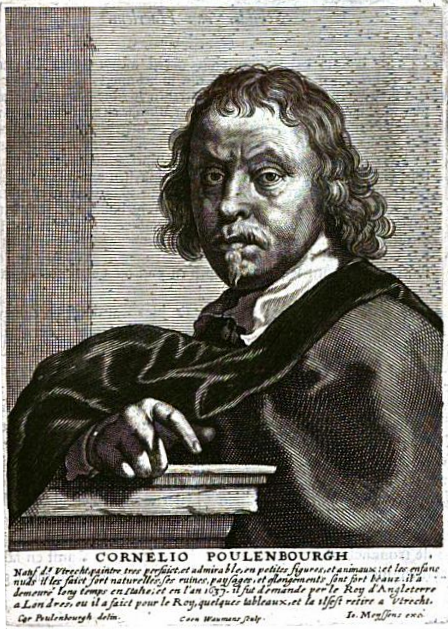
Cornelis Van Poelenburgh, page 257
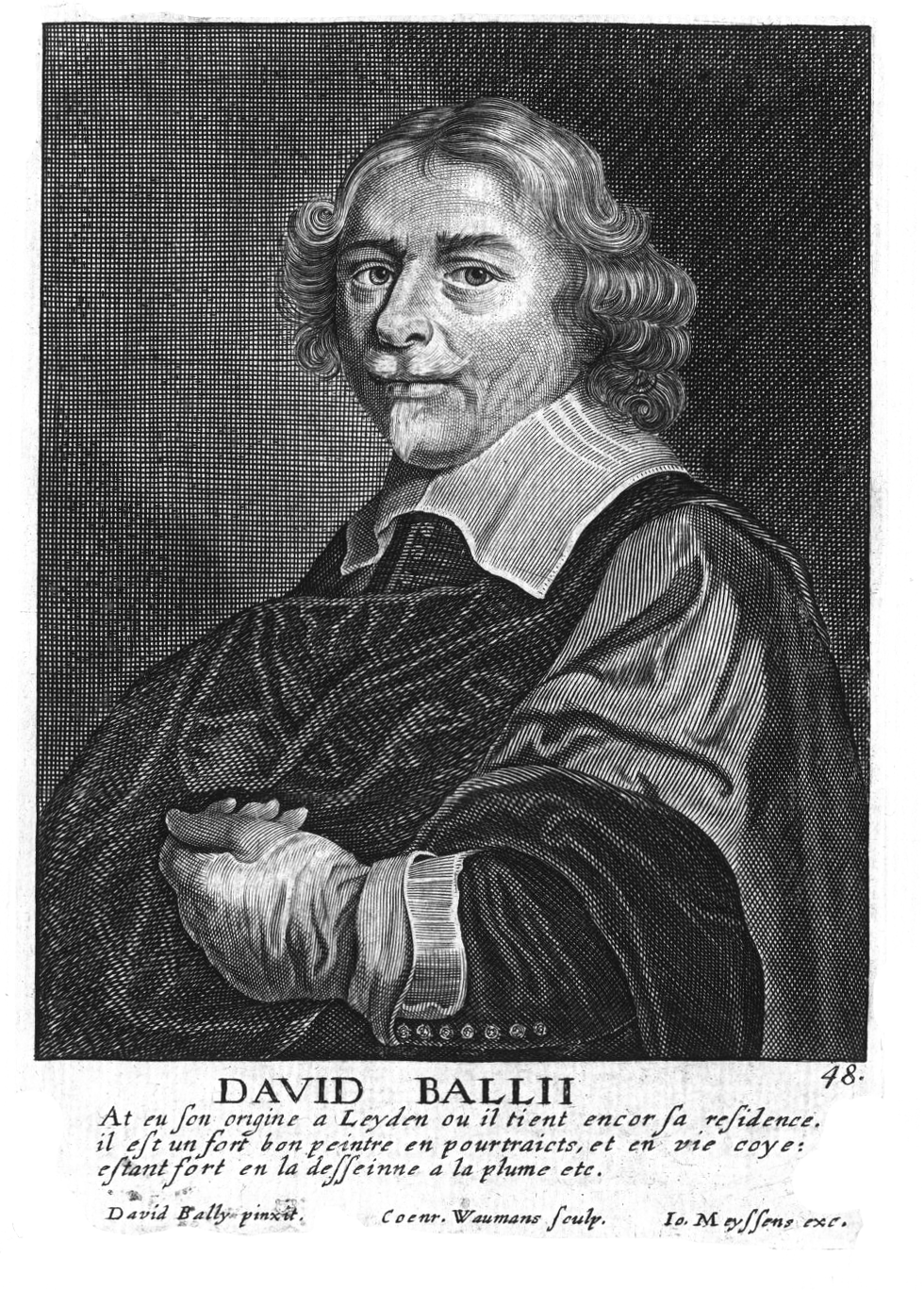
David Bailly, page 271
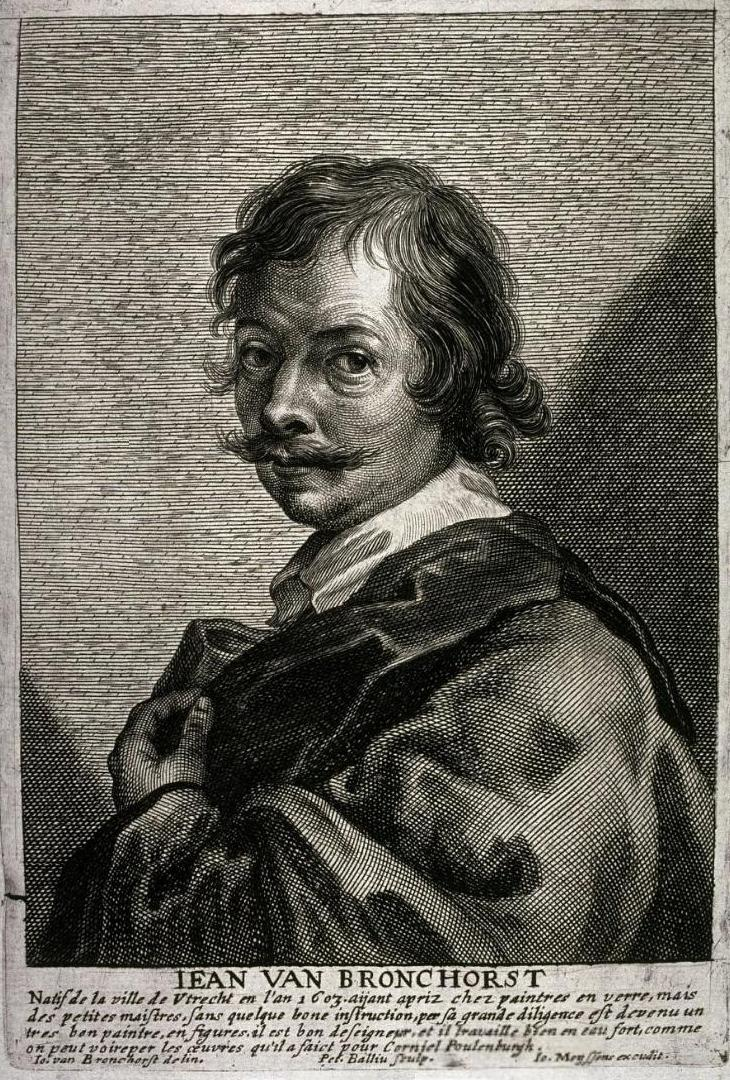
Jan Gerritsz van Bronkhorst, page 279
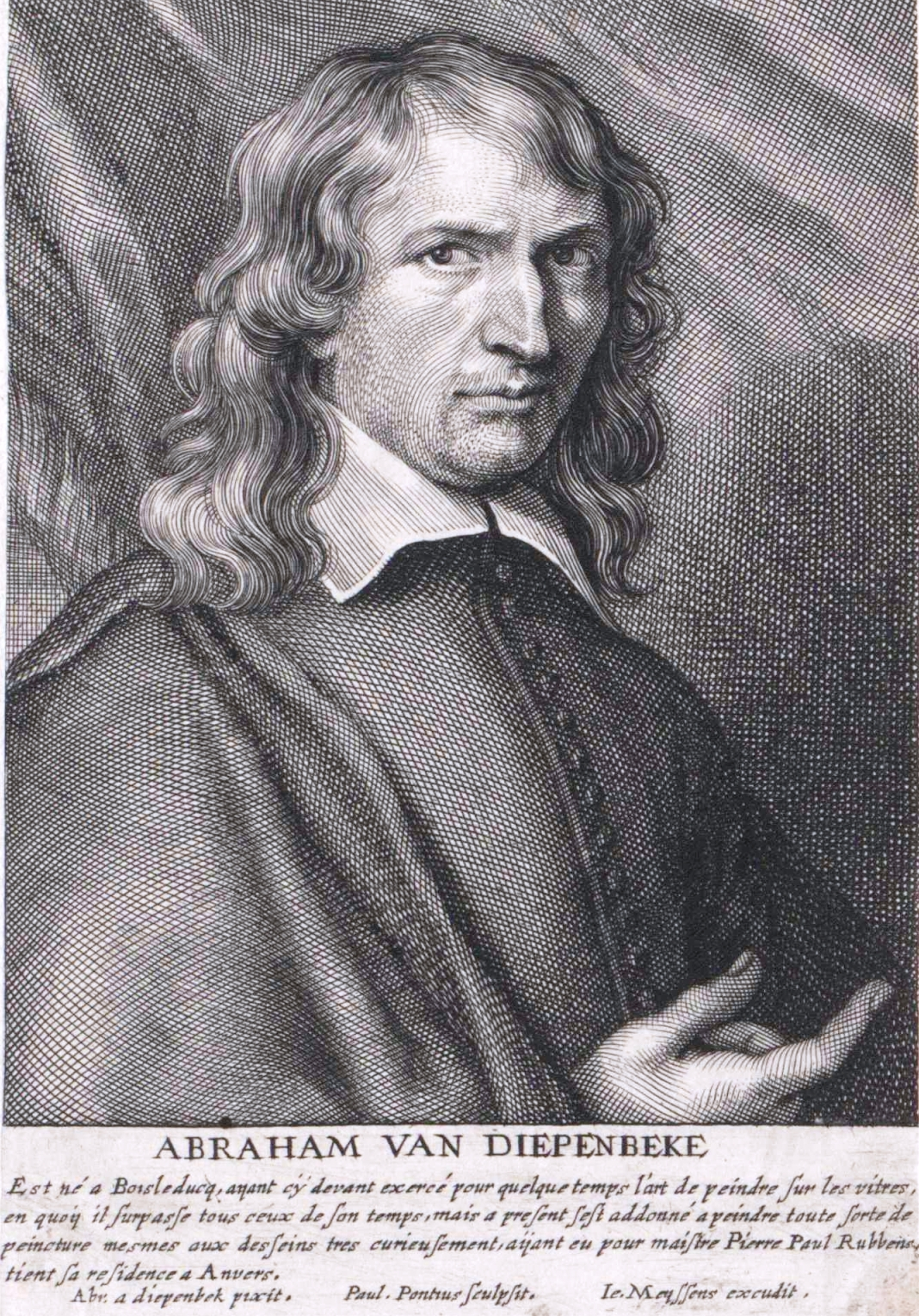
Abraham van Diepenbeeck, page 285
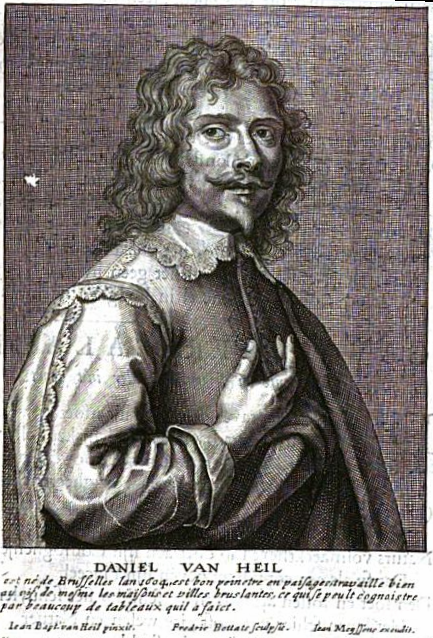
Daniel van Heil, page 293
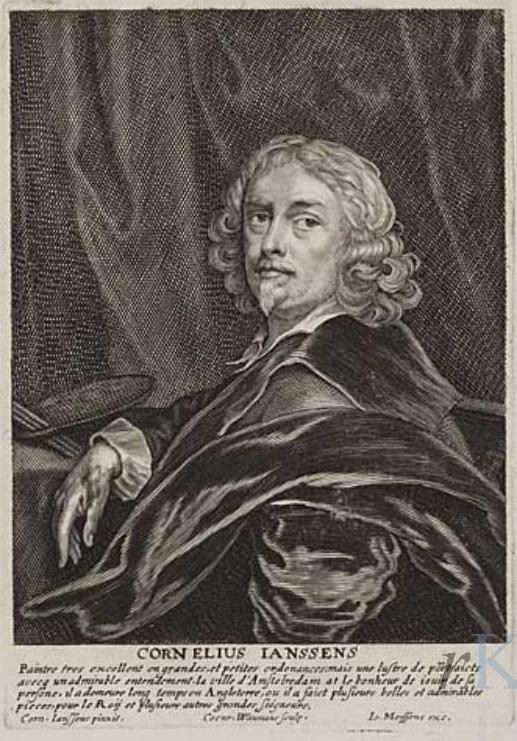
Cornelis Janssens van Ceulen, page 299
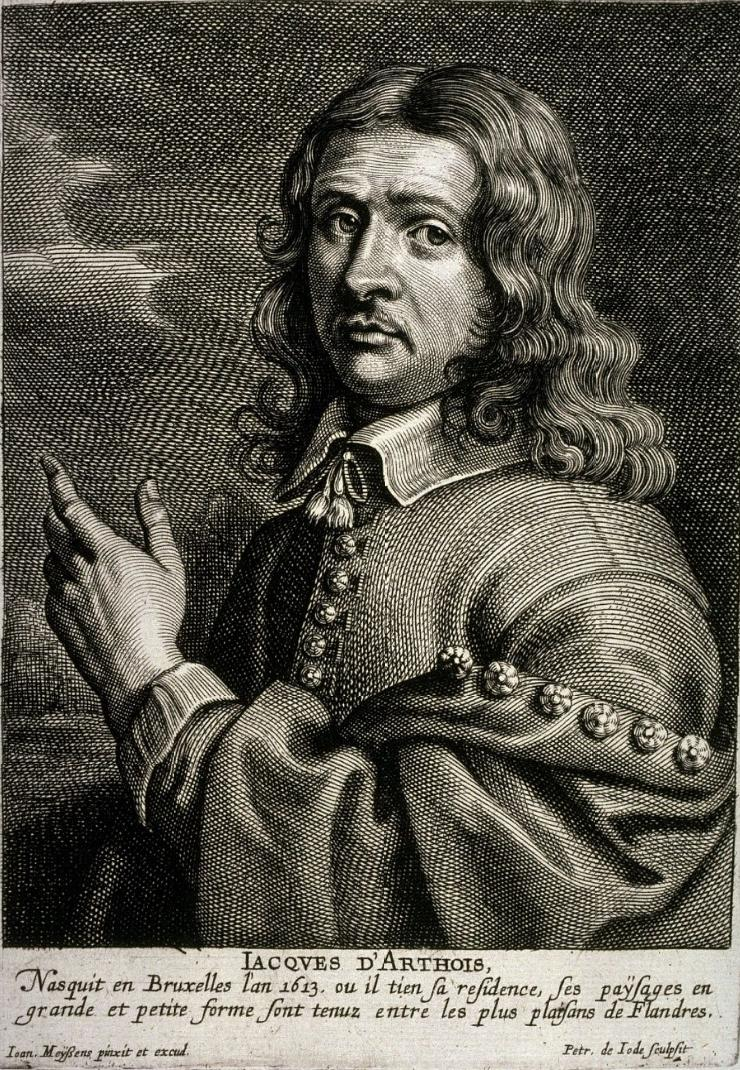
Jacques d'Arthois, page 301
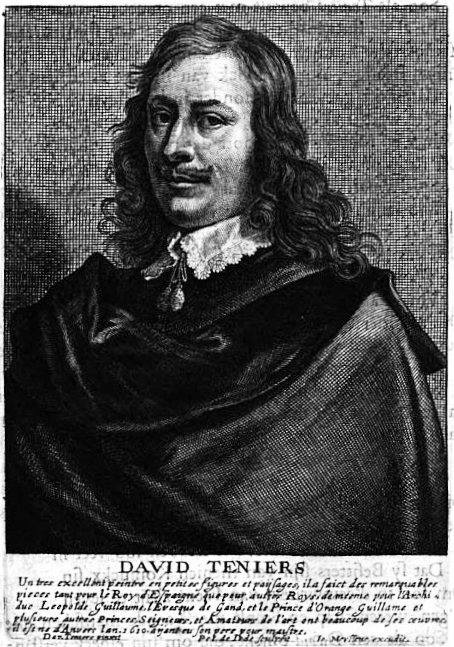
David Teniers II, page 335
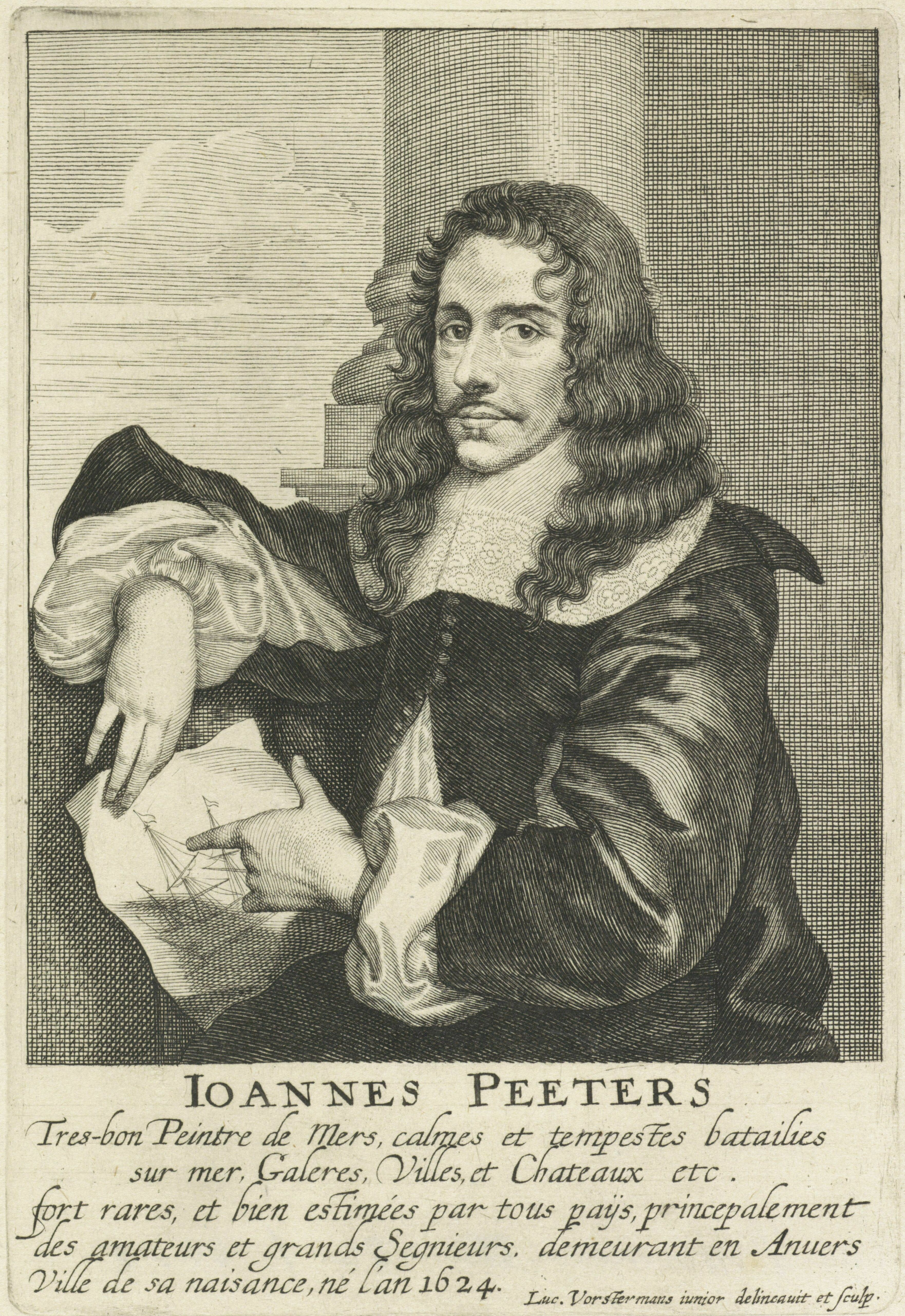
Jan Peeters I, page 355
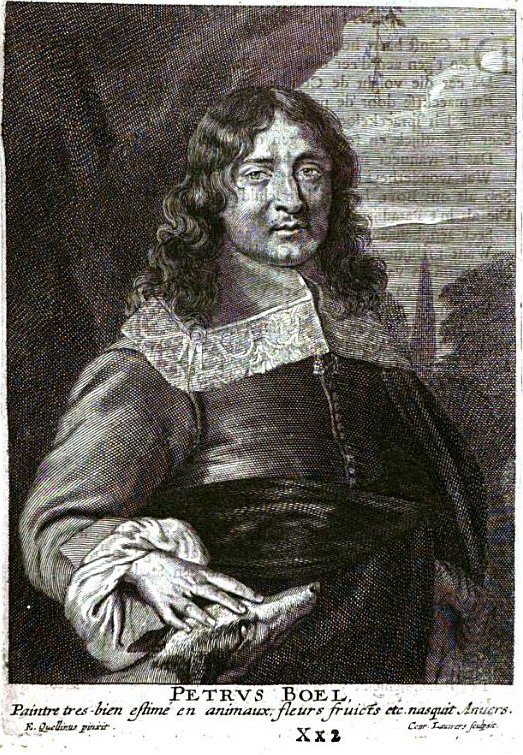
Pieter Boel, page 363
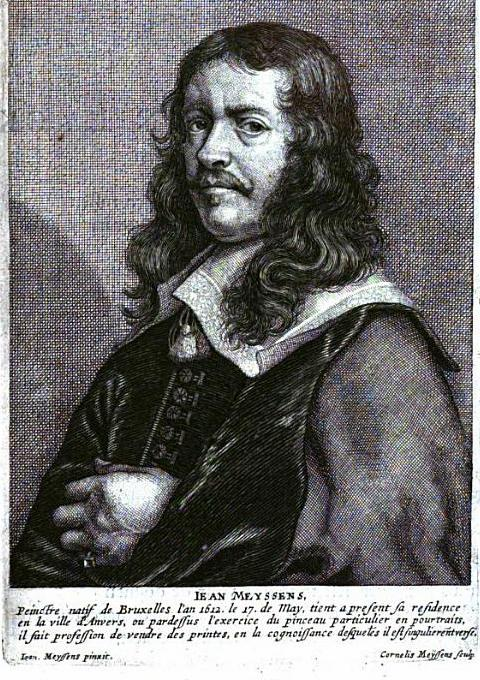
Joannes Meyssens, page 387

## Artistes mentionnés dans la troisième partie
- François Duquesnoy (p. 442)
- Le Bernin (p. 445)
- Cornelis Danckerts de Ry (p. 446)
- Johannes van Mildert (p. 448)
- Huybrecht vanden Eynden (p. 449)
- Cornelis Cort (p. 450)
- Théodore Galle (p. 452)
- Lucas Vosterman l'Ancien (p. 453)
- Dirck Volkertszoon Coornhert (p. 454)
- Andreas de Nole (en) (p. 456)
- Karel van Mallery (p. 456)
- Robertus van Voors (p. 457)
- Hendrick de Keyser (p. 458)
- Claes Jansz Visscher (p. 461 et note p. 524)
- Jan Sadeler (p. 462)
- Raphael Sadeler (p. 464)
- Jacques Du Brœucq (p. 472)
- Hans Witdoeck (p. 473)
- Nicolaes Lauwers (p. 473)
- Jacob Matham (p. 474)
- Boëtius Adams Bolswert (p. 476)
- Schelte Adams Bolswert (p. 476)
- Jean-Baptiste Barbé (p. 477)
- Jacques Franquart (p. 478)
- Cornelius Galle l'Ancien (p. 480)
- Cornelius Galle le Jeune (p. 480)
- Jeremias Falck (en) (p. 481)
- Claude Mellan (p. 481)
- Egidius Sadeler (p. 482)
- Cornelis Bloemaert (p. 485)
- Matthäus Merian (p. 485)
- Hendrik Hondius I (p. 486)
- Egidius Rousselet (p. 490)
- Robert Nanteuil (p. 491)
- Nicolas Loir (p. 491)
- Pieter de Jode l'Ancien (p. 492)
- Jan Cardon (nl) (p. 494)
- Jean Lepautre (p. 495)
- Paulus Pontius (p. 496)
- Jan Saenredam (p. 498)
- Lanfan (p. 499)
- Lucas Faydherbe (p. 500)
- Michiel Lane (p. 502)
- Alexander del Garde (p. 503)
- Artus Quellinus (p. 504)
- Michel Natalis (p. 507)
- Bertholet Flémal (p. 507)
- Abraham Bosse (p. 508)
- Gabriel Pérelle (p. 509)
- Gérard van Opstal (p. 509)
- Pieter de Jode le Jeune (p. 510)
- Sebastiaen de Neve (d) (p. 512)
- Melchior Küsel (p. 512)
- Willem Gabron (en) (p. 517)
- Charles Emmanuel Biset (p. 518)
- Johannes Wierix (p. 520)
- Hieronymus Wierix (p. 520)
- Anton II Wierix (p. 520)
- Charles Errard (p. 520)
- François de Poilly (p. 521)
- Nicolas de Poilly (d) (p. 521)
- Jacques Callot (p. 522)
- Leo van Heil (en) (p. 526)
- Lenaert van Orley (p. 528)
- Theodor Matham (p. 528)
- Pieter van der Willigen (p. 529)
- Pieter Verbrugghen I (en) (p. 530)
- Nicolas Pitau (p. 532)
- Jacobus Pitau (p. 532)
- Johannes van der Borght (p. 532)
- Villamena[Qui ?] (p. 533)
- Simon Bosboom (en) (p. 546)
- Peeter van Schuppen (p. 548)
- Francesco Fanelli (en) (p. 549)
- Wenceslas Hollar (p. 550)
- Franciscus van der Steen (en) (p. 552)
- Lucas Vorsterman le Jeune (p. 553)
- Jacobus Neefs (p. 553)
- Artus Quellinus le Jeune (p. 554)
- François Dieussart (p. 556)
- Anne Marie de Schurman (p. 557)
- Catharina Peeters (en) (p. 558)
- Johanna Vergouwen p 558)
- Stefano Della Bella (p. 560)
- Conrad Lauwers (p. 562)

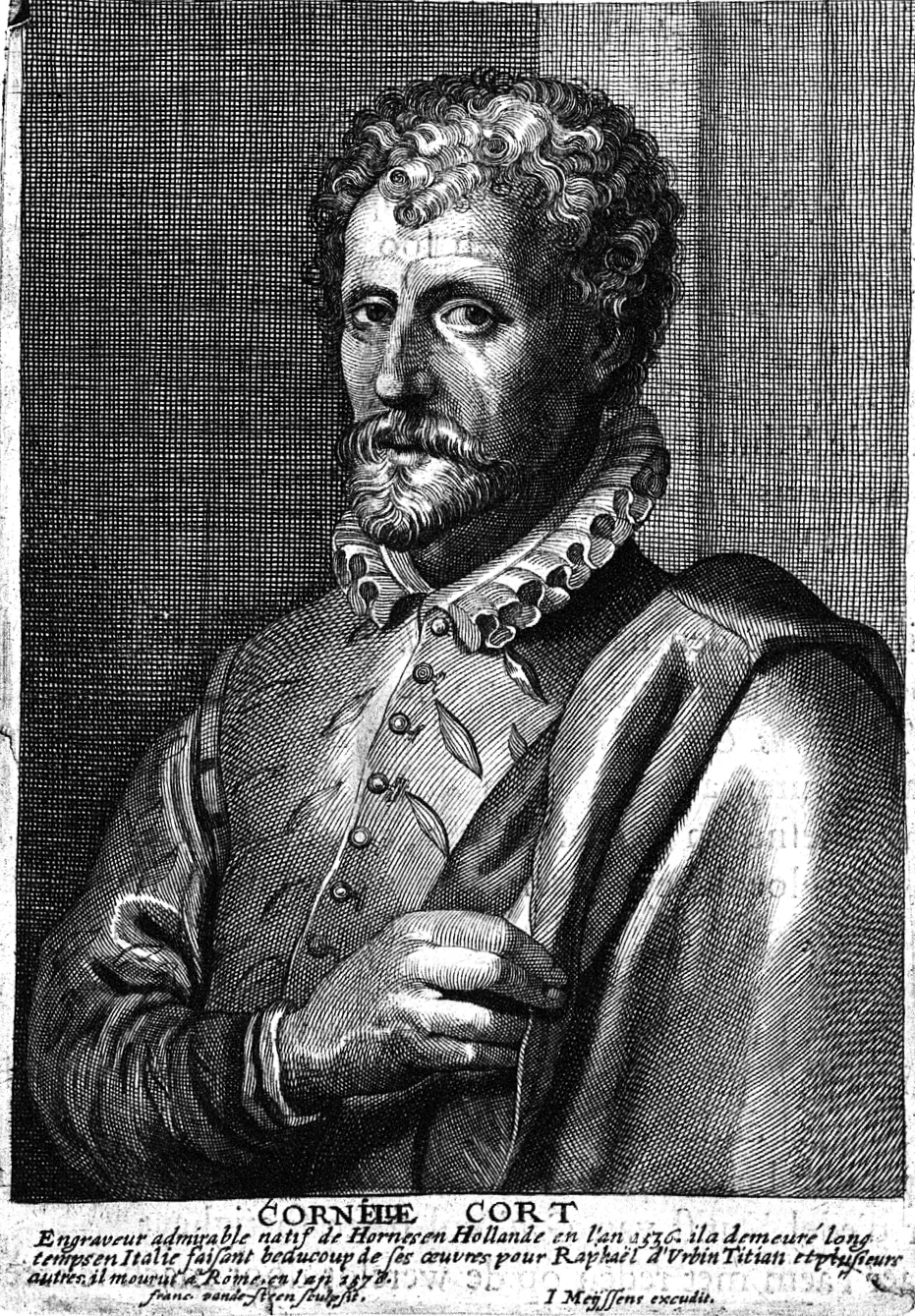
Cornelis Cort, page 451
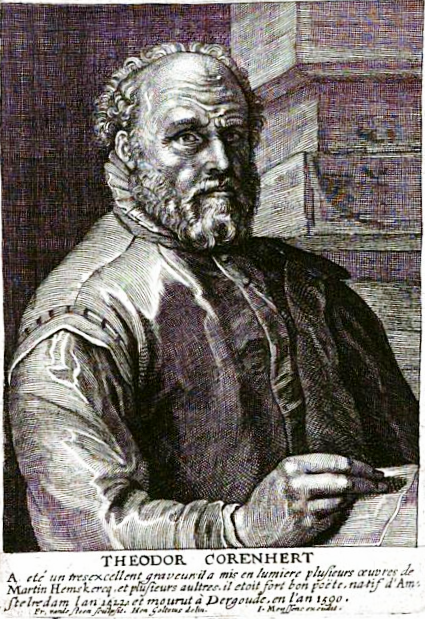
Dirck Volkertszoon Coornhert, page 455
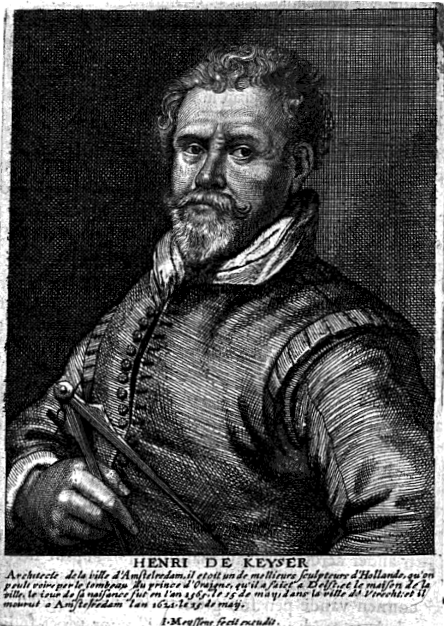
Hendrick de Keyser, page 459
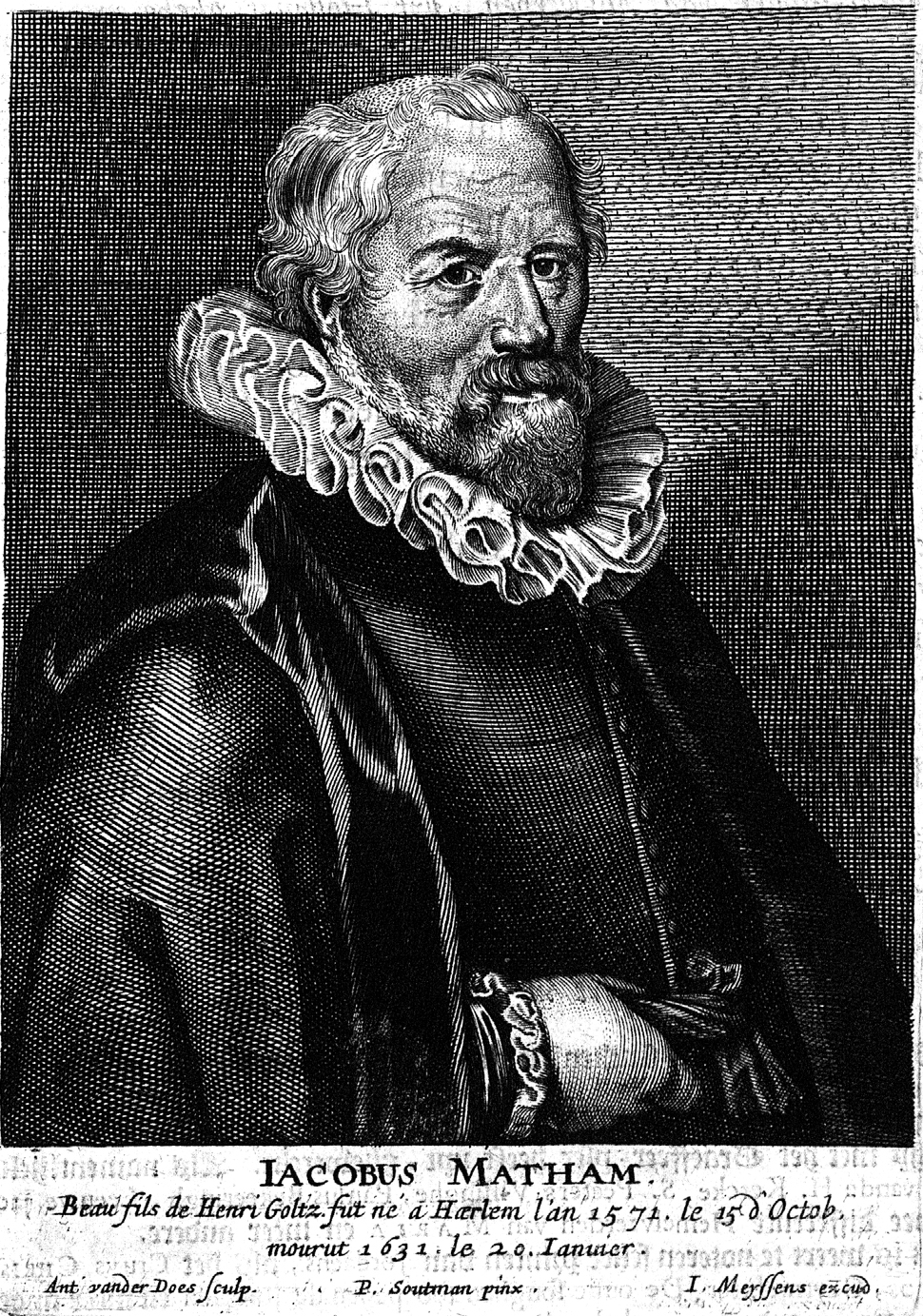
Jacob Matham, page 475
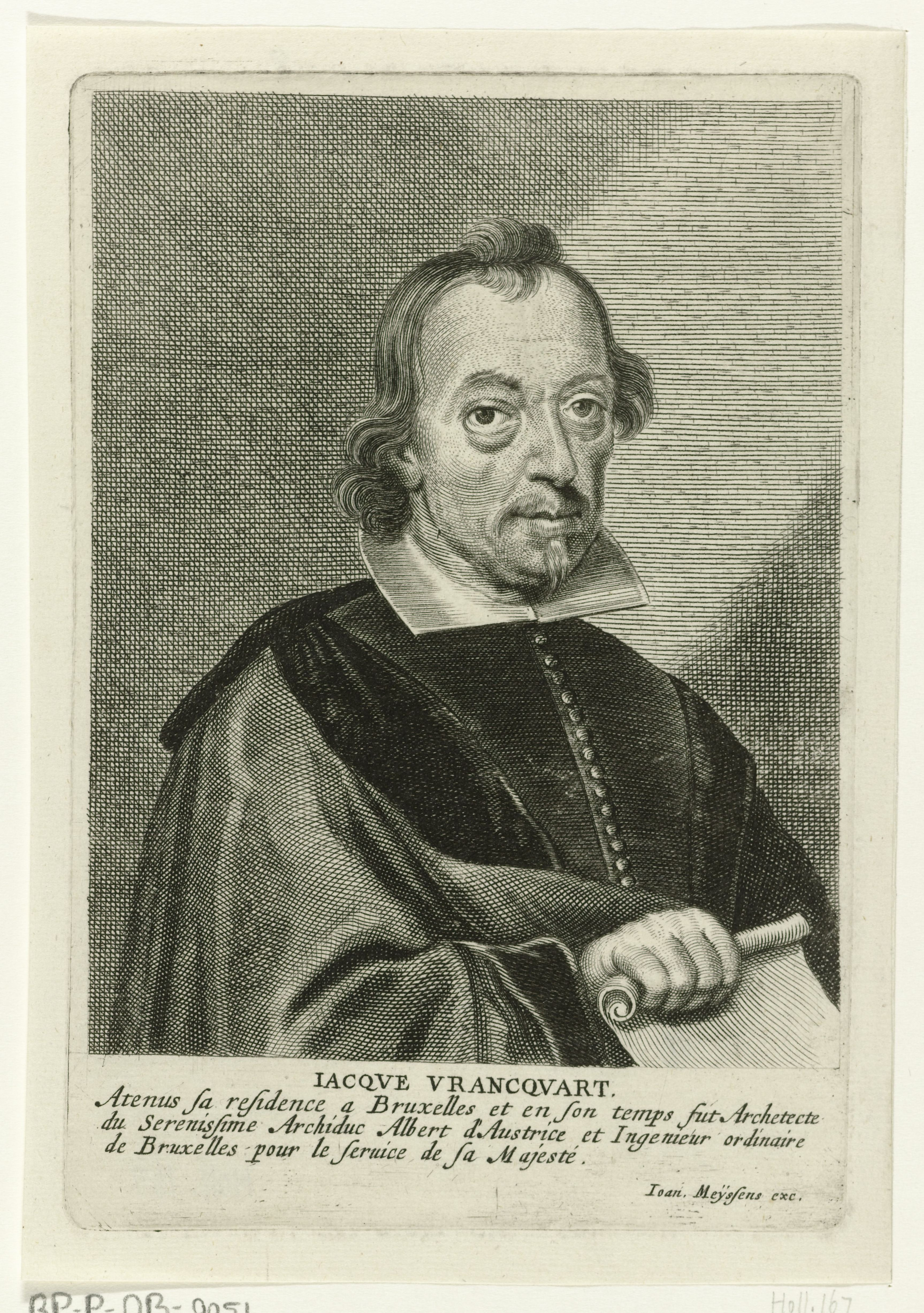
Jacques Franquart, page 479
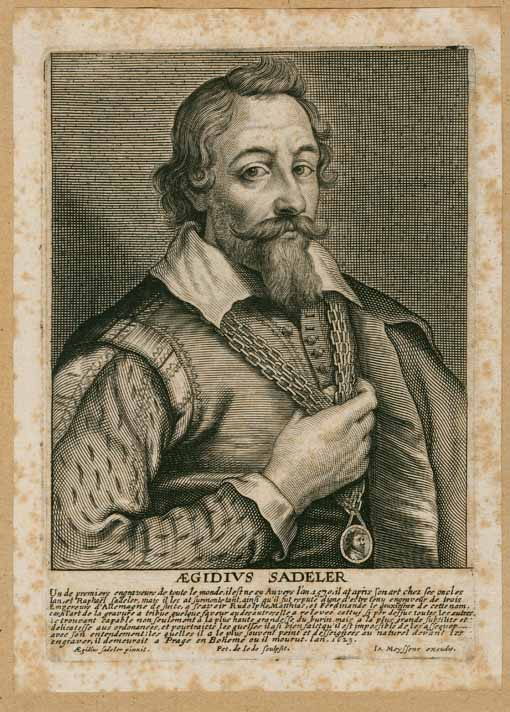
Egidius Sadeler, page 483
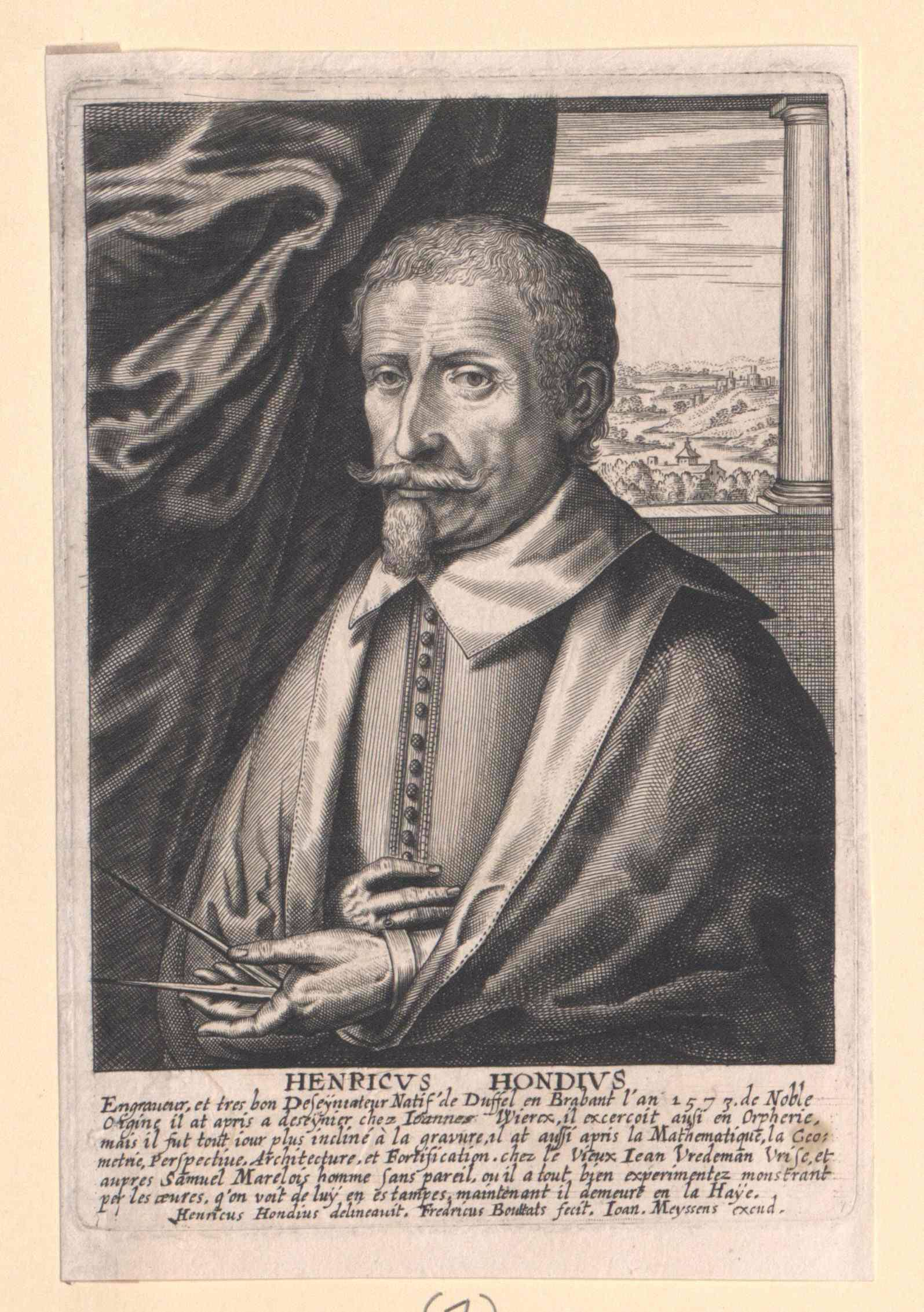
Hendrik Hondius I, page 487
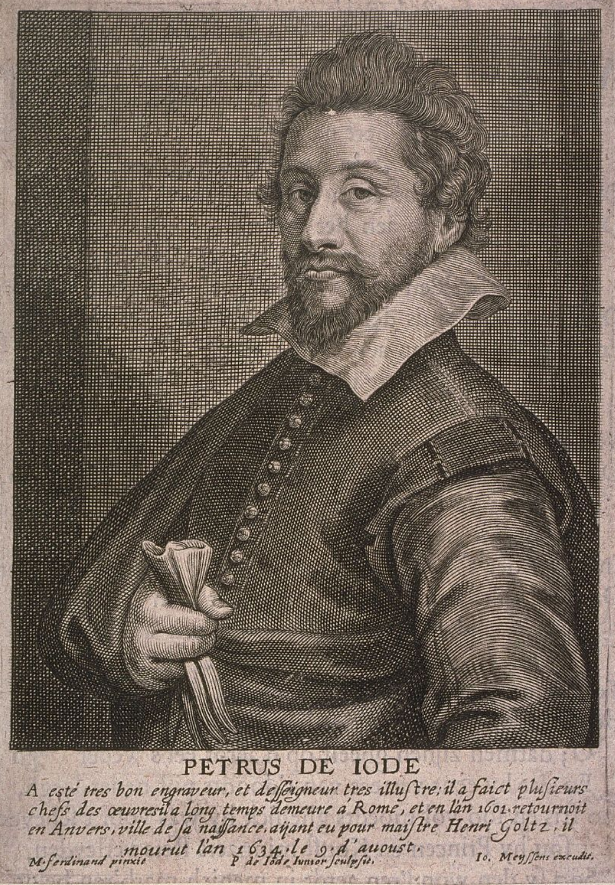
Pieter de Jode l'Ancien, page 493
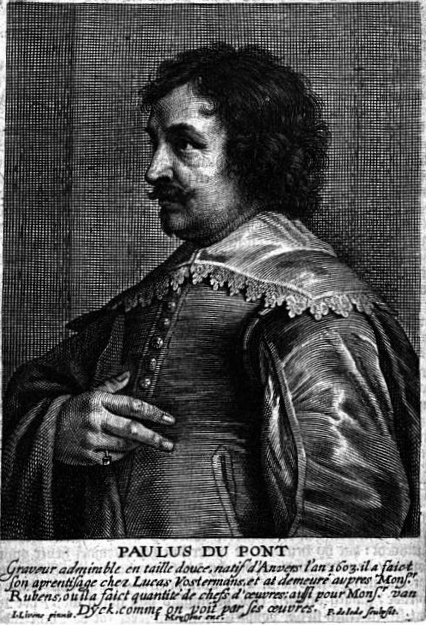
Paulus Pontius, page 497
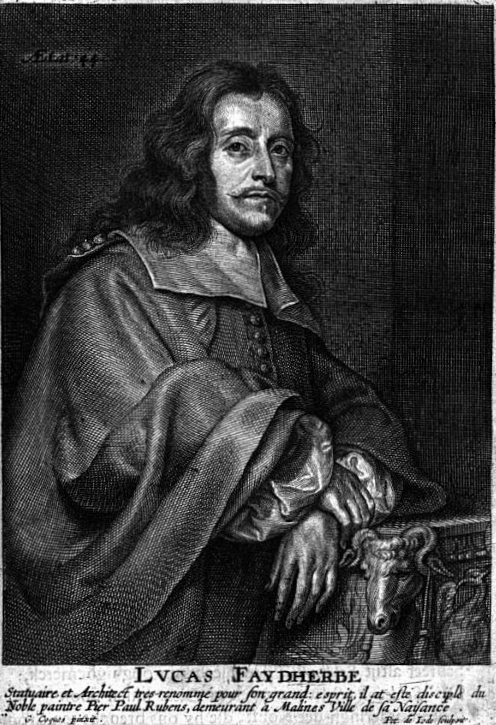
Lucas Faydherbe, page 499
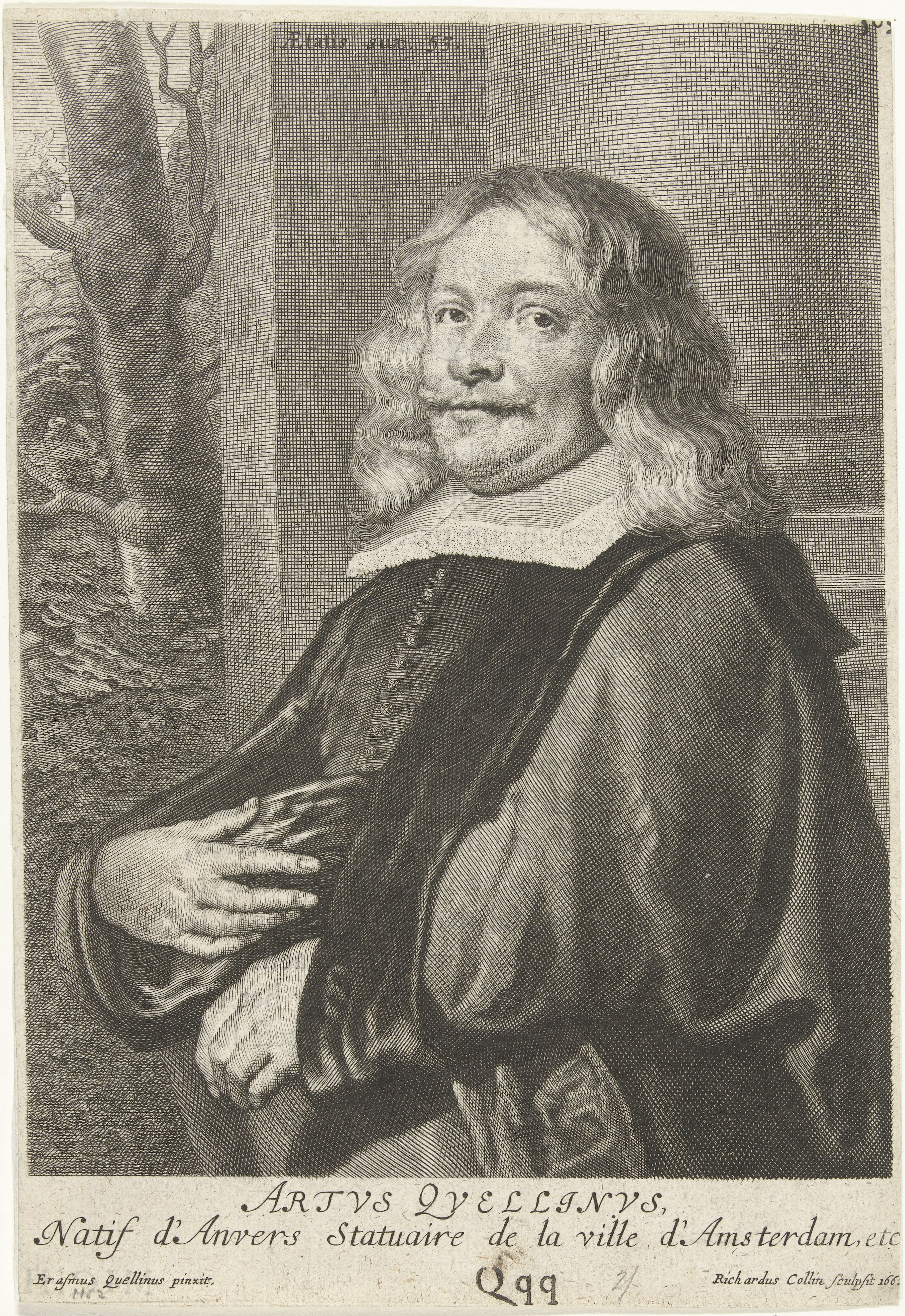
Artus Quellinus I, page 505
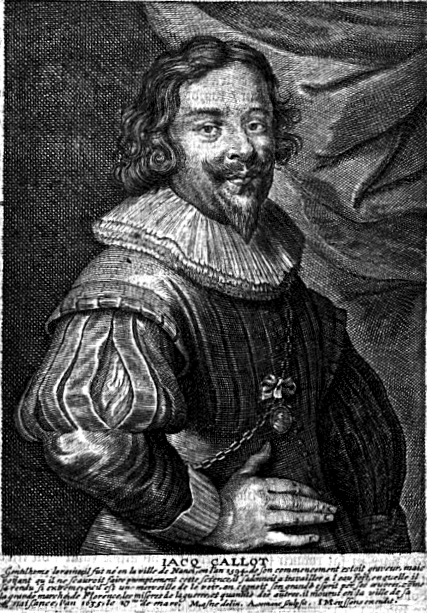
Jacques Callot, page 523
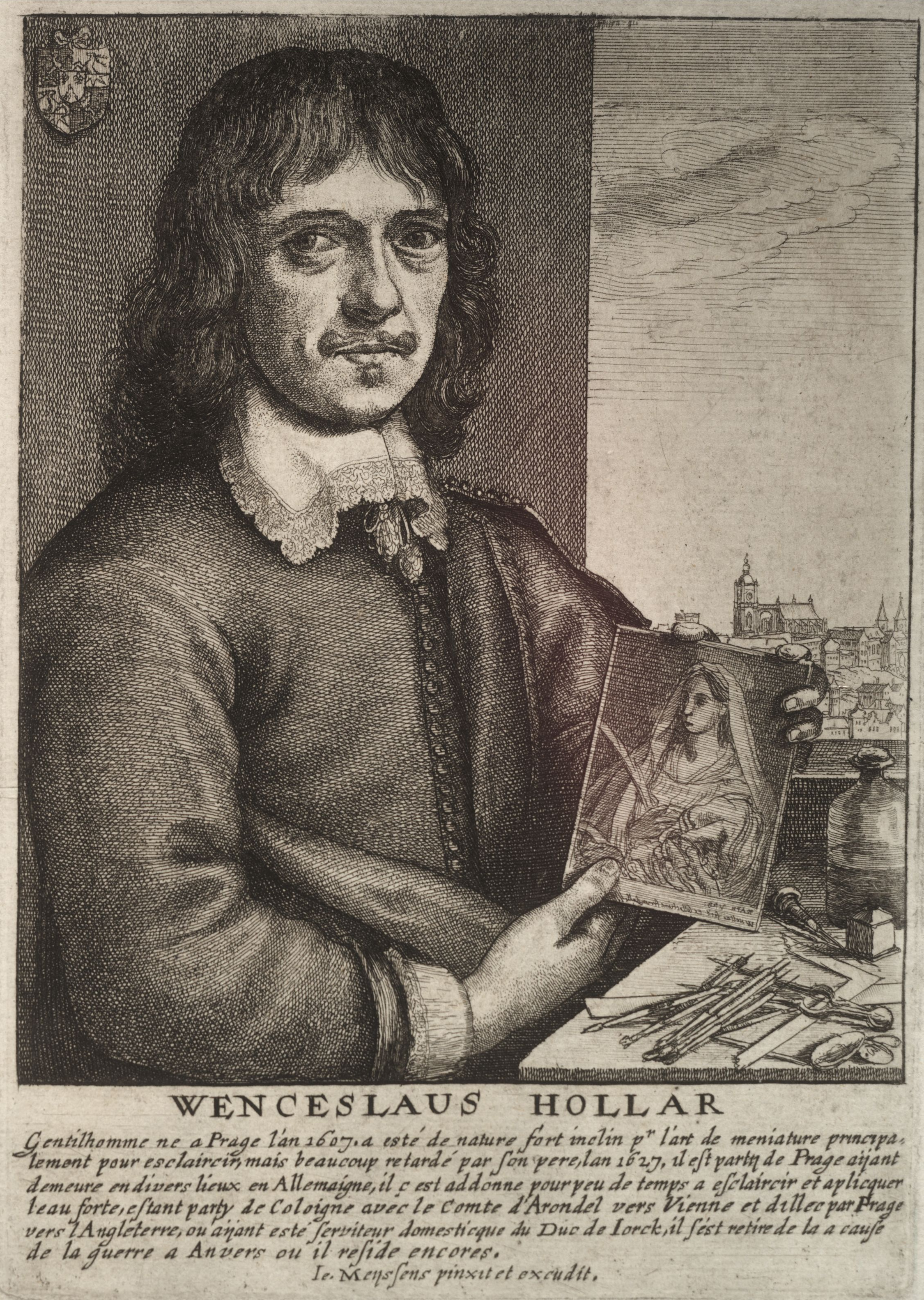
Wenceslas Hollar, page 551
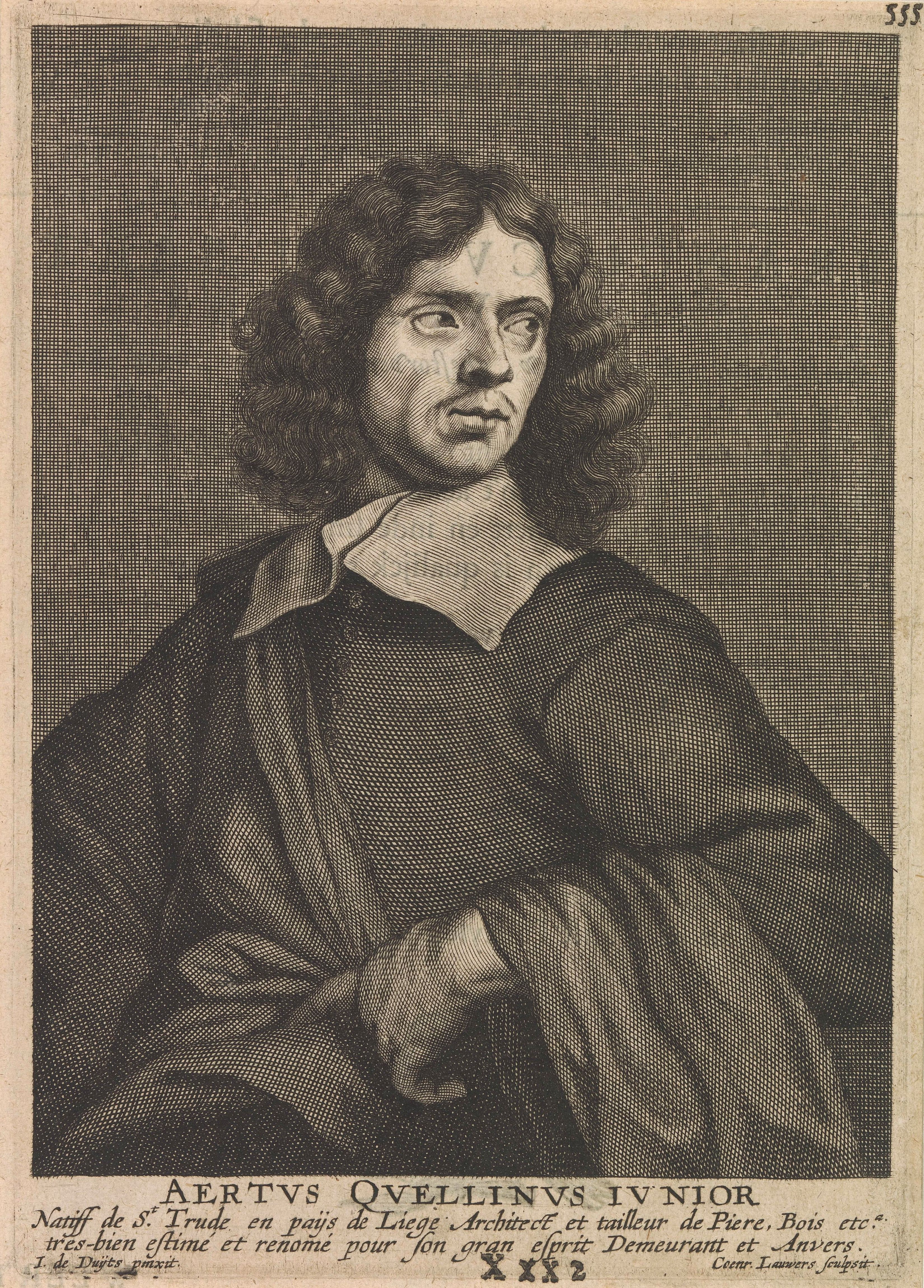
Artus Quellinus II, page 555
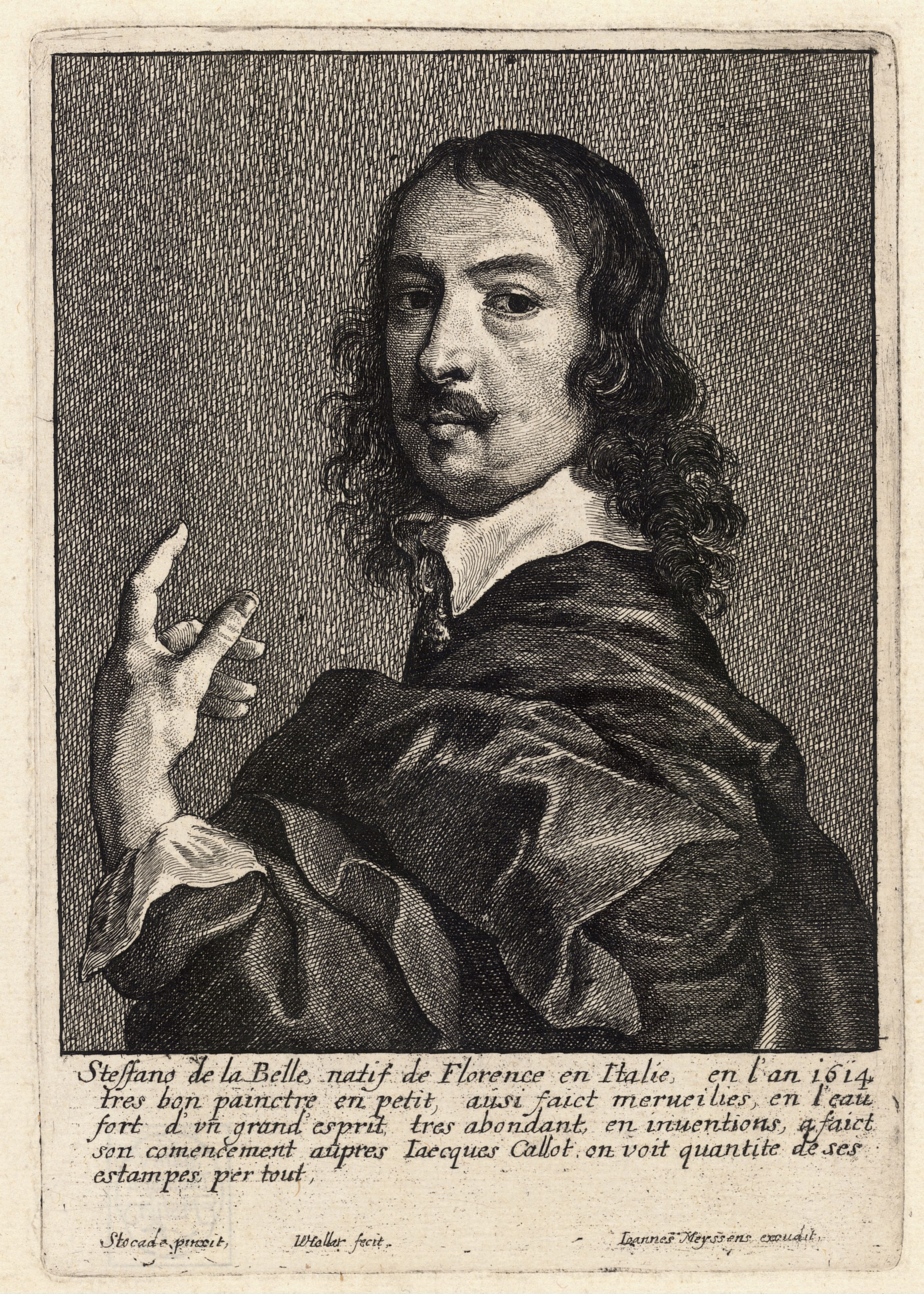
Stefano Della Bella, page 561

## Exposition sur l'âge d'or d'Anvers
Entre 2013 et 2017, des œuvres de l'âge d'or de la peinture anversoise du musée royal des beaux-arts d'Anvers ont été exposées dans une exposition appelée Het Gulden Cabinet et présentée à la Rockoxhuis, où avait vécu le bourgmestre d'Anvers et patron des arts Nicolaas Rockox. Elle a ainsi présenté beaucoup d'œuvres d'artistes dont la notice a été faite dans le dictionnaire emblématique Het Gulden Cabinet.